# Права ЛГБТ в России

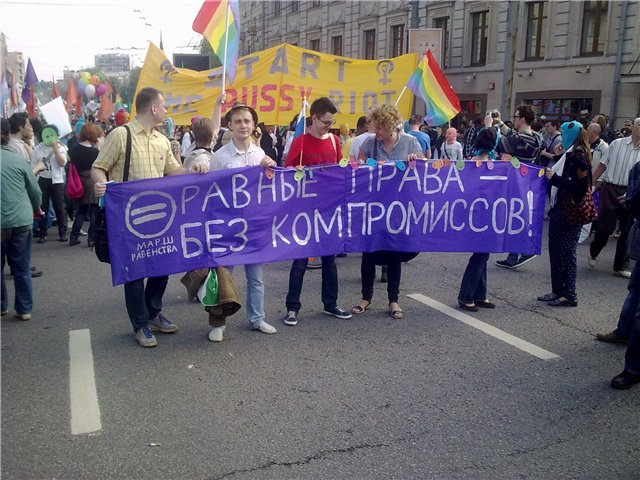
Колонна Марша равенства на общедемократическом шествии в Москве 6 мая 2012 года

Соблюдение прав и свобод граждан России, относящихся к ЛГБТ (гомосексуальные, бисексуальные и трансгендерные люди), является актуальной проблемой в современной России.
Невидимость и ущемлённость представителей ЛГБТ в России воспринимаются как нормальное явление. С этим связаны проявления агрессии, нетерпимости и политические репрессии в отношении ЛГБТ в России. Правозащитники отмечают, что в России идёт наступление на гражданские права ЛГБТ, сокращается пространство для обсуждения гомосексуальности, вводится цензура в СМИ и происходит преследование инакомыслящих. Большинство граждан России по-прежнему относятся к ЛГБТ нетерпимо и неуважительно.
Конституция Российской Федерации гарантирует равенство прав человека и гражданина. В ней не содержится прямого упоминания сексуальной ориентации или гендерной идентичности, однако список запрещённых дискриминаций открыт, поэтому правозащитники считают, что в РФ запрещена дискриминация по признакам сексуальной ориентации или гендерной идентичности. Уголовный кодекс РФ не содержит ответственности за гомосексуальные отношения.
Руководство России декларирует отсутствие в стране дискриминации и нарушений прав ЛГБТ. По мнению правозащитников, дискриминация ЛГБТ в России носит массовый и систематический характер, а большинство случаев остаются неизвестны общественности. Ни в одном из законодательных актов России явно не упоминается запрет на дискриминацию по сексуальной ориентации и гендерной идентичности. Власти России считают, что в стране запрещена дискриминация по признакам сексуальной ориентации и гендерной идентичности, как и любая другая дискриминация, а права ЛГБТ защищены существующими законодательными актами.
Защитники прав человека отмечают, что российские правоохранительные органы и суды не обеспечивают защиту жизни и здоровья ЛГБТ страны от посягательств. В РФ ещё ни в одном уголовном деле не был отмечен мотив ненависти к ЛГБТ. Комитет ООН против пыток считает, что органы российской полиции не реагируют должным образом на преступления против ЛГБТ, расследуют такие преступления неэффективно и не привлекают к ответственности виновных.
Верховный комиссар ООН по правам человека выразила свою озабоченность высоким уровнем гомофобии в России и обеспокоенность нарушением прав ЛГБТ на свободу мнений и собраний. Правозащитники отмечают непрекращающиеся избиения и убийства ЛГБТ за пределами Москвы. Целенаправленные убийства и избиения геев, когда злоумышленники специально ищут своих жертв, становятся всё более распространёнными в России. Кроме того, широко встречаются случаи хулиганских нападений, когда злоумышленники в качестве жертв выбирают тех, кто, по их мнению, относится к ЛГБТ. Часть российских СМИ используют язык вражды по отношению к ЛГБТ, выпускают в эфир и печать откровенно гомофобные репортажи и материалы, содержащие стереотипы относительно ЛГБТ. В статье 132 УК России используется гомофобный термин «мужеложство». Особую озабоченность у правозащитников вызывает домашнее насилие в отношении ЛГБТ-подростков, поскольку они зачастую полностью зависимы от своих родственников, которые отказываются принимать их сексуальную ориентацию или гендерную идентичность.
Тревожным событием в отношении прав ЛГБТ в России правозащитники считают принятие законов против «пропаганды гомосексуализма», которые в принципе невозможно убедительно трактовать из-за того, что человек физически не может выбирать себе ориентацию, а следовательно и «вестись на ЛГБТ-пропаганду». Данный закон прямо свидетельствует о полной неосведомлённости российских властей в этом вопросе. Российские политические деятели объясняют существование подобных законов необходимостью борьбы с развратом и желанием защитить здоровье и нравственность детей. Комитет ООН по правам человека признал такие законы нарушающими Международный пакт о гражданских и политических правах. По мнению правозащитников, так называемые запреты «пропаганды гомосексуализма» нарушают право на свободу собраний, право на свободу выражения мнения и другие права.
Трансгендерный переход в России запрещён с 24 июля 2023 года, в то же время изменение гендерного маркера в документах возможно в судебном порядке при наличии гендерно-аффирмативных операций.
17 ноября 2023 года Минюст РФ обратился в Верховный суд РФ с иском о запрете «международного общественного движения ЛГБТ». 30 ноября 2023 года судья Верховного суда РФ Олег Нефёдов объявил «экстремистской организацией» и запретил «международное общественное движение ЛГБТ», в том числе и использование символики данного движения.

## История
Существует множество сообщений о распространенности гомосексуальности в России от записей западных гостей в 1500-х годах, включая австрийского королевского советника Сигизмунда фон Герберштейна, английского поэта Джорджа Турбервилля, и немецкого ученого Адама Олеария, который отметил, что гомосексуальность существовала на всех уровнях общества и не рассматривалась как преступление.
Первые зафиксированные законодательные запреты гомосексуальности были приняты в 1716 году при царе Петре I в рамках его усилий по вестернизации и модернизации Российской империи. Это включало запрет на содомию в вооруженных силах, но ему не удалось распространить эти ограничения на население в целом. В 1832 году царь Николай I запретил мужеложство, что каралось ссылкой в Сибирь на 4-5 лет. Несмотря на эти законы, существует множество свидетельств о геях и бисексуалах в России той эпохи, особенно среди художников и интеллектуалов близких к дворянству и правящей семье. Среди ярких примеров — писатель Константин Леонтьев, адвокат Анна Евреинова, писательница Мария Федоровна, писательница Поликсена Соловьева, поэт Алексей Апухтин, композитор Петр Чайковский, журналист князь Владимир Мещерский, художественный деятель Сергей Дягилев, и писатель Михаил Кузьмин.
После Октябрьской революции в стране произошла так называемая сексуальная революция; Советская Россия стала одним из первых государств, где было отменено уголовное преследование за однополые отношения. К 1930-м годам отношение властей к ним ухудшилось; на протяжении дальнейшей советской истории гомосексуальность представлялась в обществе как область деятельности для педофилов и фашистов, а тысячи гомосексуальных мужчин были осуждены и отправлены в тюрьмы или психиатрические больницы. Гомосексуальных женщин, несмотря на отсутствие уголовной статьи, зачастую принудительно отправляли на психиатрическое лечение. В связи с государственным преследованием большинство ЛГБТ скрывали свою сексуальную ориентацию. С распадом Советского Союза в крупных городах России (особенно в Москве и Санкт-Петербурге) начали активную деятельность правозащитные ЛГБТ-организации и ЛГБТ-сообщества, но даже спустя несколько десятилетий у большинства россиян не исчезли гомофобные установки.
В 1993 году в России было отменено уголовное преследование гомосексуальных мужчин за добровольные сексуальные контакты, однако лица, ранее осуждённые по этой статье, не были официально реабилитированы или амнистированы. В 1999 году Россия приняла стандарты МКБ-10; таким образом, гомосексуальность была депатологизирована.
Гомофобия в России, пошедшая, было, на спад в 90-е годы, в путинскую эпоху нарастает. Это связано с общей деградацией общественного сознания, нарастающей социальной аномией, происходившей под воздействием активно реанимируемых «советских» и даже более архаичных моделей, усилившейся в последние два-три года, а особенно — с началом протестного движения горожан.
В 2004 году российский политик Александр Чуев внёс в Государственную думу законопроект о запрете «пропаганды гомосексуализма», однако Правительство России отметило, что такой закон будет нарушать Конституцию страны и Европейскую конвенцию о правах человека. «Пропаганду гомосексуализма» в России пытались запретить в 2003, 2004 и 2006 годах. Правозащитники связывают эти события с ростом личной свободы обычных граждан страны, вследствие чего и ЛГБТ захотели жить более открыто. Однако общество в то время было гомофобным, а преступления на почве ненависти к ЛГБТ были серьёзной проблемой.
В апреле 2007 года российские ЛГБТ-активисты направили в Министерство здравоохранения и социального развития письмо, в котором потребовали исключить из перечня абсолютных противопоказаний к донорству крови гомосексуальных мужчин, назвав такой запрет дискриминационным и губительным, и пересмотреть приказ Минздрава от 14 сентября 2001. 16 апреля 2008 года министр здравоохранения и социального развития Татьяна Голикова издала приказ «О внесении изменений в приказ Министерства здравоохранения Российской Федерации от 14 сентября 2001 г. № 364 „Об утверждении порядка медицинского обследования донора крови и её компонентов“», который отменил запрет на сдачу крови мужчинами, практикующими секс с мужчинами. Приказ был зарегистрирован в Минюсте 13 мая 2008 года и вступил в силу через десять дней, то есть 23 мая.
В 2007 году Human Rights Watch и ILGA-Europe отмечали, что в России идёт наступление на гражданские права ЛГБТ-людей, сокращается пространство для обсуждения гомосексуальности, вводится цензура в СМИ и происходит преследование инакомыслящих.
После распада СССР Русская православная церковь (РПЦ) пользуется всё растущим политическим влиянием внутри страны. По мнению Human Rights Watch, в публичных высказываниях руководства РПЦ есть признаки разжигания ненависти к ЛГБТ. Придерживаясь фундаменталистского подхода к правам ЛГБТ, в июне 2011 года РПЦ представила в Совете Европы доклад российских юристов Понкина, Кузнецова и Михалёвой «О праве на критическую оценку гомосексуализма и о законных ограничениях навязывания гомосексуализма», сутью которого, по мнению Московской Хельсинкской группы, является наступление на права ЛГБТ с использованием гомофобной аргументации.
В 2013 году, в связи с принятием на федеральном уровне закона против «пропаганды гомосексуализма», активизировались общественные дискуссии вокруг правового положения ЛГБТ в России. ЛГБТ-сообщество получило невиданную ранее поддержку со стороны российских журналистов и общественных деятелей, однако усилились и нападки. Британский правозащитник Питер Тэтчелл отмечал, что в России есть тенденция к эскалации гомофобных репрессий, последними из которых стали: уголовная ответственность за свободу выражения мнения, запрет усыновления детей иностранными гомосексуальными парами и объявление ЛГБТ-организаций, получающих гранты из-за рубежа, «иностранными агентами». Human Rights First связывает преследование инакомыслящих, в том числе и преследование ЛГБТ-граждан, как ответ на антиправительственные выступления, которые начались в 2011 году. По её мнению, Путин начал активно выступать против прав ЛГБТ для укрепления своего влияния внутри страны и отвлечения внимания от других проблем. Наступления на права ЛГБТ привели к ухудшению ситуации с борьбой против преступлений на почве ненависти к ЛГБТ в России.
По мнению авторов «The Greenwood Encyclopedia of LGBT Issues Worldwide», на пути ЛГБТ России стоят религиозные, социальные, исторические и государственные препятствия, поэтому развитие ЛГБТ-сообщества России отличается от аналогичного в западных странах. Однако в последние годы ситуация начинает меняться и ЛГБТ-сообщество страны становится всё более открытым и видимым, желая жить в мире с остальным обществом и быть счастливыми. Большинство граждан России по-прежнему относятся к ЛГБТ нетерпимо и неуважительно. Несмотря на депатологизацию и декриминализацию гомосексуальности, социальная стигматизация гомосексуальности всё ещё широко распространена в стране. Human Rights Watch связывает это с усилением в СМИ риторики ненависти к ЛГБТ, принятием законов против «гей-пропаганды», а также полным отсутствием государственных усилий на осуждение дискриминации ЛГБТ-граждан.
В мае 2019 года европейское отделение Международной ассоциации лесбиянок и геев (ILGA-Europe) в своём рейтинге «Радужная Европа» поставила Россию по уровню гомофобии на 46-е место среди 49 стран Европы.
Опрос «Левада-центра», проведённый в мае 2019 года, показал, что 47 % россиян выступают за соблюдение равных прав для геев и лесбиянок по отношению к остальным гражданам, ещё 43 % высказались против этого, 9 % затруднились дать ответ. Эксперты объясняют это снижением эффекта от информационной кампании вокруг закона о запрете «пропаганды гомосексуализма среди несовершеннолетних», который был принят в 2013 году. Отмечается, что этот показатель стал самым высоким с 2005 года, когда за равные права высказывались 51 % опрошенных респондентов. Несмотря на возросшую за последние годы толерантность в отношении соблюдения равноправия, 56 % опрошенных заявили о своём негативном отношении к гомосексуалам. Однако опрос, проведённый в сентябре 2021 года, выявил снижение числа россиян, которые выступают за соблюдение равных прав для геев и лесбиянок по отношению к остальным гражданам — 33 %, ещё 59 % высказались против этого, 8 % затруднились дать ответ.

## Правовое положение
Международное сообщество признаёт, что все люди рождаются свободными и равными в своём достоинстве и правах.
Российская ЛГБТ-сеть отмечает, что ЛГБТ не хотят для себя никаких особых прав. Российские юристы И. В. Понкин, М. Н. Кузнецов и Н. А. Михалёва не согласны с этим — они считают, что ЛГБТ хотят для себя особых прав и привилегий.
Россия подписала множество международных документов, гарантирующие равные права для всех людей. Ни в одном из международных документов, подписанных Россией, нет явного упоминания сексуальной ориентации или гендерной идентичности, однако многие такие документы содержат незакрытый список оснований, запрещённых к дискриминации.
В 2010 году Комитет министров Совета Европы, членом которого в тот момент являлась Россия, принял рекомендацию для всех государств-участников о борьбе с дискриминацией и насилием в отношении ЛГБТ. 9-я конференция министров по делам молодёжи Совета Европы, проходившая в Санкт-Петербурге, закончилась скандалом из-за того, что Россия наложила вето на принятие совместной декларации, в которой содержались требования по борьбе с дискриминацией ЛГБТ.
Конституция Российской Федерации также гарантирует равенство прав и свобод человека и гражданина. В ней также не содержится прямого упоминания сексуальной ориентации или гендерной идентичности. На основании того, что список запрещённых дискриминаций является открытым, часть правозащитников считает, что в РФ запрещена дискриминация по признакам сексуальной ориентации или гендерной идентичности. Другие придерживаются мнения, что это говорит о том, что Россия не защищает права ЛГБТ.
Уголовный кодекс РФ не предполагает никакой ответственности за добровольные гомосексуальные отношения между лицами, достигшими возраста согласия. Статья 132 («Насильственные действия сексуального характера») охватывает гомосексуальные контакты насильственного характера и содержит идентичное со статьёй 131 («Изнасилование») наказание. Российские политики неоднократно предлагали ввести уголовное наказание за гомосексуальные отношения, но ни одно из этих предложений принято не было. 132 статья УК РФ правозащитниками считается дискриминационной.
В то же время существуют различные нормы, регулирующие действия сексуального характера с лицом, не достигшим шестнадцатилетнего возраста. В то время, как наибольшее наказание за добровольный гетеросексуальный половой контакт с лицом, достигшим 14, но не достигшим 16 лет, составляет четыре года тюремного заключения (ч. 1 ст. 134 УК РФ), подобные гомосексуальные контакты наказываются тюрьмой до шести лет (ч. 2 ст. 134 УК РФ). Кроме того, согласно статье 134, лицо, впервые совершившее преступление по ч. 1 ст. 134 УК РФ освобождается судом от наказания, если будет установлено, что это лицо вступило в брак с потерпевшей (потерпевшим), что по мнению правозащитников также является дискриминацией гомосексуальных отношений, так как вступить в брак с лицом своего пола по российским законам невозможно. Кроме того, если разница в возрасте между потерпевшей (потерпевшим) и подсудимым (подсудимой) составляет менее четырёх лет, то за деяние по ч. 1 ст. 134 УК РФ наказание в виде лишения свободы не применяется; это правило также не распространяется на ч. 2 ст. 134 УК РФ (на гомосексуальные контакты).
56 статья Уголовно-процессуального кодекса РФ, по мнению правозащитников, является дискриминационной по отношению к гомосексуалам. Эта статья содержит перечень лиц (супруги, близкие родственники), которые могут отказаться давать показания в суде. Гомосексуальные партнёры не входят в этот перечень.
Уголовно-исполнительный кодекс РФ содержит статью 116, которая признаётся правозащитниками дискриминационной. Согласно ей, мужеложство и лесбиянство считаются злостными нарушениями порядка отбывания наказания.
Жилищный кодекс РФ опирается на понятие «семья», но, в отличие от Семейного кодекса, для определения членов семьи важна не государственная регистрация, а самоидентификация и сожительство, что даёт возможность гомосексуальным партнёрам защищать свои жилищные права, однако признание членом семьи для гомосексуальных пар возможно только через суд.
Правозащитники констатируют, что в правовом поле России действует политика замалчивания проблем, связанных с сексуальной ориентацией и гендерной идентичностью, а ЛГБТ иногда прибегают к договорным отношениям для устранения существующих правовых проблем, однако это не всегда эффективно помогает защитить их права и интересы. В гомосексуальных семьях, по закону, один партнёр не может быть наследником другого; наследование для таких семей возможно только через завещание, но в этом случае возрастает сумма взимаемого налога.
Уголовно-исполнительный кодекс предусматривает существование только мужских и женских исправительных учреждений и не учитывает существования осуждённых с небинарной гендерной идентичностью.

## Дискриминация

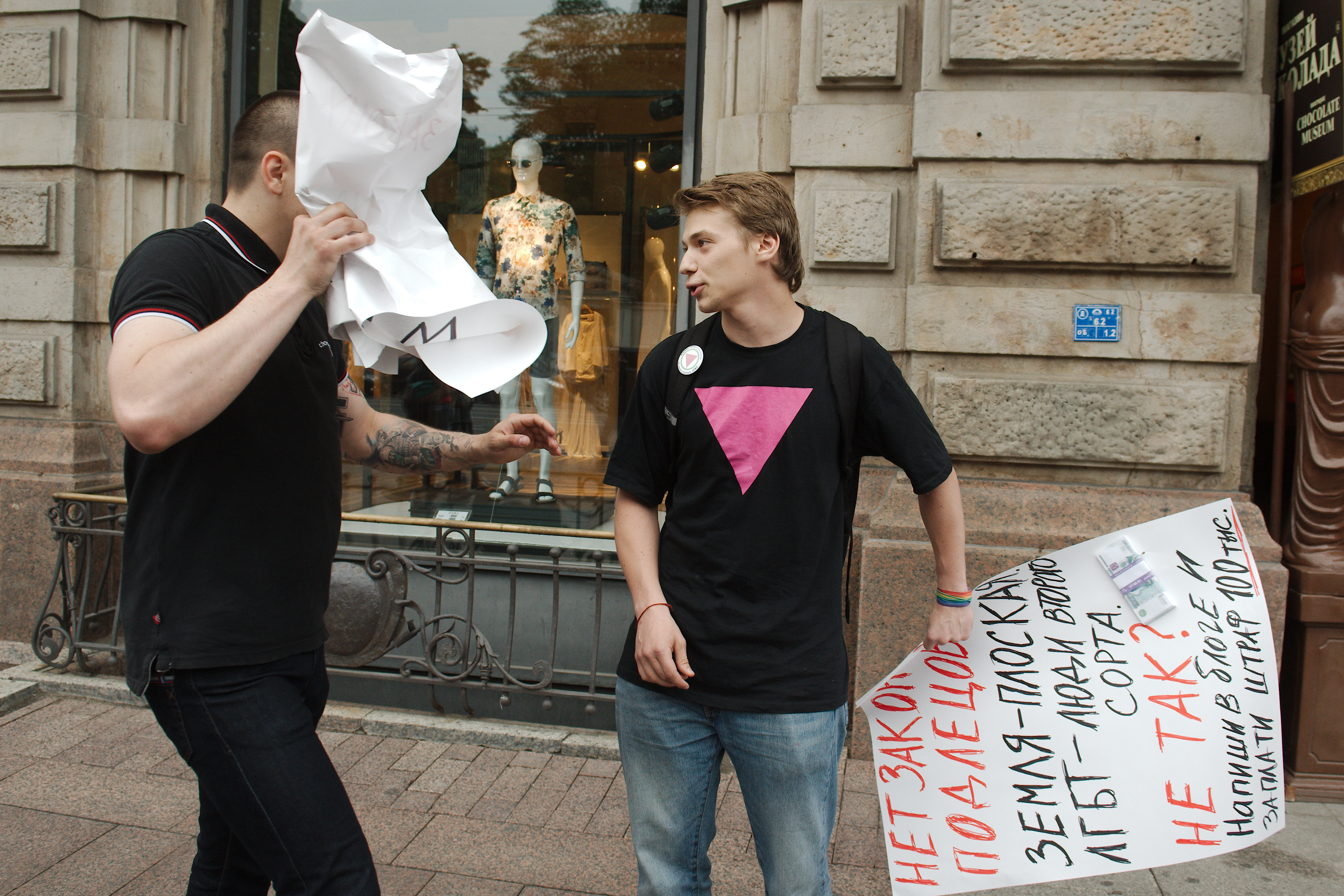
Нападение на активиста Альянса гетеросексуалов за равноправие ЛГБТ во время акции против принятия закона о «пропаганде гомосексуализма»

Руководство России декларирует отсутствие в стране дискриминации и нарушений прав ЛГБТ, однако согласно решениям Европейского суда по правам человека, нарушения есть. Министр иностранных дел РФ Сергей Лавров, комментируя закон о запрете «пропаганды гомосексуализма», заявил, что Россия должна иметь возможность защищать общество от гомосексуалов. Президент РФ Владимир Путин заявил в июне 2013 года, что в России граждане страны, относящиеся к ЛГБТ, являются полноправными членами общества и не дискриминируются. Российские юристы Понкин, Кузнецов и Михалёва утверждают, что дискриминация ЛГБТ в России отсутствует, а случаев массового нарушения их прав из-за сексуальной ориентации не зафиксировано.
Испытывая депопуляцию, власти России занимаются пропагандой, согласно которой недопустимо такое поведение, которое не ведёт к воспроизводству (например, гомосексуальный секс).
По мнению правозащитников[кого?], дискриминация ЛГБТ-граждан в России носит массовый и систематический характер, а большинство случаев остаются неизвестны общественности. Согласно результатам опроса, опубликованного в докладе Московской Хельсинкской группы в 2009 году, 56 % опрошенных представителей ЛГБТ России подвергались дискриминации из-за своей сексуальной ориентации или гендерной идентичности; для гетеросексуалов этот показатель составил 4 %. Кроме того, в связи с большой закрытостью ЛГБТ-сообщества, затруднён мониторинг нарушения прав ЛГБТ в России. По итогам мониторинга ситуации с правами ЛГБТ в России за последнюю четверть 2011 года — первую половину 2012 года, правозащитниками[какими?] были зафиксированы случаи дискриминации ЛГБТ в учебных заведениях, на рабочих местах и при трудоустройстве.
Московская Хельсинкская группа и Российская ЛГБТ-сеть считают, что дискриминация ЛГБТ в России — это серьёзная общественная опасность, она исключает из полноценной социальной жизни миллионы граждан страны, а само терпимое отношение к такой дискриминации способствует легитимизации неонацизма и религиозного фундаментализма.
Правозащитники[кто?] считают, что принятие в 2013 году федерального закона о запрете «пропаганды нетрадиционных сексуальных отношений» указывает на окончательное формирование в России гомофобии как части государственной политики, а сам закон расценивают как узаконивание дискриминации ЛГБТ. Действия властей по продвижению в массы идей борьбы с «пропагандой гомосексуализма» привели к росту насилия над ЛГБТ. Европейская комиссия за демократию через право, рассматривая вопрос о запрете «пропаганды гомосексуализма», пришла к выводу, что без аналогичного запрета пропаганды гетеросексуальности или сексуальности вообще такой закон является дискриминационным, потому что не основан на каких-либо объективных факторах. В своём заключении она указала на то, что подобные запреты являются законодательно закреплённой дискриминацией, нарушающей право на свободу выражения мнения. Правозащитная организация Human Rights Watch в своём всемирном докладе по итогам 2015 года отмечает, что федеральный закон о запрете «гей-пропаганды» продолжает использоваться для притеснения ЛГБТ в России.
Президент России Владимир Путин в июле 2020 года на встрече с рабочей группой по подготовке поправок в Конституцию заявил о том, что в России не было и не будет дискриминации, в том числе по признаку сексуальной ориентации, однако Россия выступает против «навязывания» ценностей, поэтому в стране был принят закон о запрете пропаганды нетрадиционной сексуальной ориентации.

### Антидискриминационное законодательство
Эти законы и законопроекты, которые противоречат свободе выражения мнения и запрету дискриминации по признаку сексуальной ориентации и гендерной идентичности, создают опасность легитимизации предубеждений и враждебности, которые присутствуют в обществе и способствуют формированию атмосферы ненависти в отношении ЛГБТ.
Комитет ООН по правам человека считает, что защита равенства и недискриминации должны осуществляться в том числе и по признакам сексуальной ориентации и гендерной идентичности. Этого же мнения придерживаются наблюдательные органы всех крупных международных правозащитных договоров[каких?], Европейский суд по правам человека и Межамериканский суд по правам человека. Ни в одном из законодательных актов России явно не упоминается запрет на дискриминацию по признакам сексуальной ориентации и гендерной идентичности, кроме того, в РФ отсутствуют государственные программы и инициативы по борьбе с такой дискриминацией. Из-за отсутствия запрета на дискриминацию по признакам сексуальной ориентации и гендерной идентичности уровень гомофобии в стране только увеличивается.
В 2009 году Комитет ООН по правам человека вынес России рекомендации разработать антидискриминационное законодательство и усилить борьбу с дискриминацией ЛГБТ, в том числе с помощью просветительских программ, кроме того, Комитет рекомендовал России эффективнее защищать ЛГБТ-людей от насилия и дискриминации. Аналогичные рекомендации в 2010 году вынес Комитет ООН по ликвидации дискриминации в отношении женщин.
Уполномоченный МИД РФ по вопросам прав человека, демократии и верховенства права Константин Долгов 27 марта 2012 года отметил, что в России запрещена дискриминация по признакам сексуальной ориентации и гендерной идентичности как и любая другая дискриминация, а права ЛГБТ-граждан защищены существующими законодательными актами, поэтому в разработке отдельных антидискриминационных законов для защиты прав ЛГБТ нет необходимости. На 24-й сессии Совета ООН по правам человека в сентябре 2013 года, российская делегация отказалась принять антидискриминационное законодательство по признаку сексуальной ориентации, заявив, что запрет на дискриминацию ЛГБТ-людей уже есть в законодательстве России. На сентябрьской 75-й сессии Генеральной Ассамблеи ООН Россия выступила против отдельного обсуждения прав ЛГБТ. По мнению российских дипломатов, ЛГБТ-люди «не нуждаются» «…в особом режиме правовой защиты, а также в создании новых категорий прав».

### Призывы к дискриминации
По мнению правозащитных организаций Global Rights, ILGA-Europe, Российской ЛГБТ-сети, Группы «FtM-Феникс», Российского Фонда «Трансгендер» власти России не ведут борьбу с дискриминацией, кроме того, они поддерживают и оправдывают дискриминационное отношение к ЛГБТ. Эти же правозащитные организации отмечают, что религиозные деятели, правительство и СМИ закладывают в российское общество дискриминационные нормы относительно ЛГБТ.
Защитники прав человека[кто?] отмечают, что политики и церковные иерархи всё чаще призывают ограничить открытых ЛГБТ-граждан страны в правах или восстановить уголовную статью за мужеложство. Региональные власти называют пропагандой любые попытки ЛГБТ-людей отстаивать свои права и распространять информацию о ЛГБТ, которая воспринимается чиновниками как вредная для подрастающего поколения, российских семей и, таким образом, создающая угрозу для России. По мнению Совета Европы, российские СМИ являются важной причиной формирования отрицательного образа ЛГБТ-людей в стране.
Московская полиция в октябре 2020 года дала ход заявлению группы «Стимул» о «разжигании ненависти» в отношении ЛГБТ на ток-шоу «60 минут». В заявлении упоминается, что «эксперты», приглашённые для участия в программе, на протяжении всего эфира отпускали унизительные и дискриминационные высказывания в отношении ЛГБТ+.

### Дискриминация в образовании
Специальный докладчик ООН по вопросу о праве на образование отметил, что гетеронормативные образовательные программы по половому воспитанию создают стереотипы и способствуют дискриминации ЛГБТ. Он указал на то, что особое внимание в сексуальном образовании должно уделяться разнообразию сексуальностей.
По мнению Российской ЛГБТ-сети, в российских учебных программах практически отсутствует адекватное на их взгляд освещение гомосексуальности и трансгендерности, а учебные материалы преподносят ЛГБТ как негативное явление. Обсуждение вопросов, связанных с сексуальной ориентацией или гендерной идентичностью, в школах практически невозможно. В учебных планах университетов, аналогичные вопросы тоже не поднимаются.
По мнению российских юристов Понкина, Кузнецова и Михалёвой, ЛГБТ-активисты добиваются позитивного освещения ЛГБТ в учебных программах, что, по мнению этих же юристов, ведёт к смене сексуальной ориентации учащихся или к отклонениям в их сексуальном развитии.

### Дискриминация в здравоохранении и социальном обеспечении
Российская ЛГБТ-сеть считает, что транссексуальные граждане России подвергаются дискриминации в здравоохранении и социальном обеспечении. В отличие от большинства других заболеваний, государственный бюджет России практически не финансирует лечение людей, которым поставлен диагноз транссексуализм. Транссексуалы вынуждены сами оплачивать такое лечение и только расходы на фалло- и уретропластику могут покрываться за счёт бюджета в рамках квот на микрохирургические операции, однако организаций, которые работают с государственными квотами, единицы и они не могут обеспечить лечение всех нуждающихся лиц.

## Взаимодействие ЛГБТ и правоохранительных органов
В Уголовном кодексе РФ отсутствуют прямые упоминания мотивов ненависти на почве сексуальной ориентации или гендерной идентичности, а правоохранительные органы отказываются признавать ЛГБТ социальной группой. В связи с этим, в России отсутствует официальная статистика по преступлениям на почве ненависти к ЛГБТ. Правозащитная организация Human Rights First считает, что запрет «пропаганды гомосексуализма» усугубит ситуацию с мониторингом преступлений на почве ненависти к ЛГБТ. По её мнению, полиция и прокуратора не будут открыто заявлять о том, что человек стал жертвой из-за своей сексуальной ориентации, опасаясь обвинений в пропаганде; а непрерывная стигматизация и дискриминационные законодательные инициативы мешают людям сообщать информацию о том, что они стали жертвой преступления из-за своей сексуальной ориентации или гендерной идентичности.
По мнению Московской Хельсинкской группы, Российской ЛГБТ-сети, Global Rights, ILGA-Europe, Группы «FtM-Феникс», Российского Фонда «Трансгендер», российские правоохранительные органы и суды не обеспечивают защиту жизни и здоровья ЛГБТ-граждан страны от посягательств. В РФ ещё ни в одном уголовном деле не был отмечен мотив ненависти к ЛГБТ, напротив, прокуратура неоднократно отказывала в возбуждении дел по мотивам ненависти к ЛГБТ.
В Российской Федерации отсутствуют программы по профилактике преступлений на почве ненависти к ЛГБТ, нет системы защиты пострадавших от таких преступлений и свидетелей. По мнению правозащитных ЛГБТ-организаций, всё это способствует тому, что пострадавшие не обращаются в правоохранительные органы за помощью.
В ходе 24-й сессии Совета ООН по правам человека в сентябре 2013 года, российская делегация указала на то, что рекомендации по эффективному расследованию преступлений на почве гомофобии уже реализованы. Россия также обязалась принять все необходимые меры для борьбы с насилием на почве гомофобии.

### Деятельность правоохранительных органов
Amnesty International отмечает следующий случай, произошедший 27 мая 2012 года в Москве. В тот день ЛГБТ-активисты собрались у здания Мосгордумы, они попытались развернуть радужные флаги и поднять листки бумаги с антигомофобными надписями. Их тут же задержала полиция. В то же время, протестующие против ЛГБТ-акции ещё целый час выкрикивали гомофобные лозунги. Задержаны из них были лишь те, кто нападал на ЛГБТ-активистов, однако некоторые из них были освобождены без предъявления обвинений.
В правоохранительные органы обращаются лишь единицы из тех ЛГБТ-людей, которые пострадали из-за своей сексуальной ориентации или гендерной идентичности. Остальные опасаются гомофобной реакции со стороны органов правопорядка. Правозащитники отмечают, что ранее незарегистрированные полицией преступления против ЛГБТ были связаны с боязнью раскрытия своей сексуальной ориентации потерпевшими, но к 2013 году ситуация изменилась. Теперь сами органы правопорядка противодействуют регистрации преступлений против ЛГБТ:
- отказываются принимать заявления о преступлениях;
- проводят ненадлежащую проверку таких преступлений;
- необоснованно отказывают в возбуждении дел;
- неверно квалифицируют действия подозреваемых.

Комитет ООН против пыток также считает, что органы российской полиции не реагируют должным образом на преступления против ЛГБТ, расследуют такие преступления неэффективно и не привлекают к ответственности виновных. Комитет ООН по правам человека отмечал в 2009 году случаи насилия со стороны правоохранительных органов в отношении ЛГБТ-граждан России. Датский институт по правам человека отмечает, что в России преступления против ЛГБТ-людей по мотивам ненависти остаются безнаказанными. В своём всемирном докладе по итогам 2015 года правозащитники из Human Rights Watch констатировали, что насилие на почве ненависти к ЛГБТ оставались в России преимущественно без какой-либо реакции со стороны властей.
По данным правозащитников, правоохранительные органы отказываются исполнять свои обязанности для привлечения виновных в преступления против ЛГБТ к ответственности и фиксировать гомофобные мотивы преступлений. Сотрудники полиции зачастую не пресекают агрессию в отношении ЛГБТ, а иногда даже сами проявляют нетерпимость.
Правозащитники собрали факты, подтверждающие бездействие правоохранительных органов во время нападений националистов и фундаменталистов на участников ЛГБТ-акций в Москве в 2006—2007 годах. На 2009 год, правозащитникам не было известно ни о каких результатах расследования правоохранительных органов этих нападений. Кроме того, часть правозащитников рассматривают возможность сговора между нападавшими и полицейскими.
Российские и международные правозащитные организации отмечают, что правоохранительные органы России занимаются вмешательством в частную жизнь ЛГБТ-граждан, сбором их личных данных, незаконными задержаниями по причине предполагаемой гомосексуальности, называя это «оперативно-следственными мероприятиями».
В 2018 году, согласно проведенному «Российской ЛГБТ-сети» опросу, 203 человека, столкнувшихся с физическим насилием, заявили, что пострадали от применения насилия полицейскими в ходе отстаивания своих прав.
В декабре 2020 года в Ярославле полиция сорвала семинар «Азбука активизма», организованный с участием ЛГБТ-правозащитников из Санкт-Петербурга. По данным ОВД-Инфо, было задержано минимум 11 человек.

### Доверие к правоохранительным органам
Среди ЛГБТ-граждан существует высокий уровень недоверия к правоохранительным органам. В ходе проведённого исследования «Нарушения прав человека и дискриминация в отношении ЛГБТ в 2011 году» лишь 11 % респондентов из числа пострадавших обратились в правоохранительные органы, а 80 % вовсе не планировали обращаться. При этом, доверяют правоохранительным органом только 10 % участников исследования. Однако, 32 % опрошенных готовы обратиться в полицию в случае совершения против них правонарушений.
В 2018 году, согласно опросу «Российской ЛГБТ-сети», 74 % опрошенных предпочли бы обойтись без привлечения полиции из-за недоверия правоохранительным органам, 66 % — частично или полностью не доверяют российским судам.

## Насилие в отношении ЛГБТ

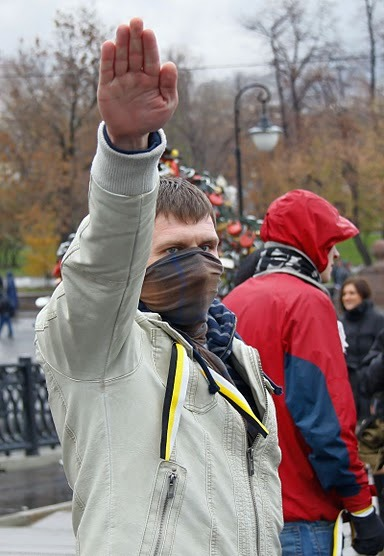
Участник митинга против гей-парадов в Москве вскидывает руку в нацистском приветствии (30 октября 2010)

Точных статистических данных относительно насилия на почве ненависти к сексуальной ориентации или гендерной идентичности в России нет.
Российская ЛГБТ-сеть отмечает, что ЛГБТ-граждане России (гомосексуалы, бисексуалы и трансгендерные люди) сталкиваются с дискриминацией, нарушением своих прав и насилием. Власти РФ это отрицают и, по мнению правозащитников, не предпринимают мер для борьбы с преступлениями на почве ненависти к ЛГБТ, несмотря на распространение гомофобии и трансфобии в обществе. Верховный комиссар ООН по правам человека выразила свою озабоченность высоким уровнем гомофобии в России и обеспокоенность нарушением прав ЛГБТ-людей на свободу мнений и собраний.
В 2009 году Комитет ООН по правам человека рекомендовал России обеспечить защиту ЛГБТ-граждан от насилия в связи с нападениями и убийствами на почве ненависти к сексуальной ориентации и гендерной идентичности, а также насилием со стороны правоохранительных органов. В ноябре 2012 года Комитет ООН против пыток выразил свою озабоченность в связи с дискриминацией ЛГБТ и насилием в отношении них. Он призвал Россию бороться с преступлениями на почве ненависти к сексуальной ориентации или гендерной идентичности.
Многие националистические партии России, высокопоставленные чиновники и представители Русской православной церкви осуждают негетеросексуальное поведение. Из-за такого осуждения, в стране продолжаются издевательства над гомосексуалами, широко распространены дискриминация и преследование ЛГБТ. В России нет социальных препятствий против насилия в отношении ЛГБТ, потому что большинство россиян считают гомосексуальность извращением.
По данным правозащитников, преступления на почве ненависти к людям с иной сексуальной ориентацией или гендерной идентичностью в России становятся более демонстративными и вызывающими. Организаторы преступлений не скрывают своих замыслов и планируют свои действия заранее, оправдывая их мотивами ненависти к ЛГБТ. Законы против «пропаганды гомосексуализма» часто используются для легитимизации таких преступлений. По данным Российской ЛГБТ-сети, для оправдания насилия над ЛГБТ используются в том числе и ссылки на «религиозные ценности».
Правозащитная организация Агора отмечает, что в отношении ЛГБТ насильственные действия совершают в основном две категории: националисты и православные активисты. Последние, однако, ограничиваются закидыванием яйцами, обливанием кетчупом и так далее и практически неактивны вне территории Москвы. Датский институт по правам человека выражает свою серьёзную озабоченность ультраправым движением в России, сформированным из скинхедов, неофашистов и религиозных фундаменталистов, которые принимают активное участие в организации нападений и собственно нападениях на ЛГБТ-акции.
Российские юристы Понкин, Кузнецов и Михалёва считают, что в России отсутствуют случаи насилия над ЛГБТ-гражданами на почве сексуальной ориентации или гендерной идентичности, а количество преступлений против ЛГБТ не превышает средних показателей по стране. На 24-й сессии Совета ООН по правам человека в сентябре 2013 года, российская делегация обещала принять меры для борьбы с насилием и нетерпимостью на почве гомофобии.
Правозащитники считают, что для продвижения федерального закона о запрете «пропаганды нетрадиционных сексуальных отношений» власть развернула в подконтрольных СМИ активную гомофобную пропаганду, а тема борьбы с «пропагандой гомосексуализма» начала продвигаться в сознание населения. Всё это привело к росту насилия над ЛГБТ-людьми и к разжиганию ненависти по признакам сексуальной ориентации и гендерной идентичности. Ультраправые группировки, нападающие на активистов ЛГБТ-движения, используют этот закон для оправдания своих действий.
После запрета «движения ЛГБТ» в России
По данным социологического исследования, в 2023 году 43,5% респондентов подвергались одному или нескольким видам насилия или давления из-за своей сексуальной или гендерной идентичности. В 2022 году эта доля составляла только 30%. Чаще всего ЛГБТК-люди сталкиваются с угрозами, домашним насилием (в основном со стороны гомофобных и трансфобных родителей), шантажом и вымогательствами, а также с преследованиями в интернете. Трансгендерные люди гораздо уязвимее и сталкиваются практически со всеми видами насилия и дискриминации чаще, чем цисгендерные респонденты. Возросло чувство страха перед сотрудниками полиции, пострадавшие от преступлений стали еще реже обращаться к правоохранителям.

### Призывы к насилию
По данным правозащитников, в России генераторами и провокаторами преступлений против ЛГБТ являются принимающие гомофобные законы парламентарии и иные представители власти. Гомофобные высказывания исходят и от представителей традиционных конфессий: РПЦ и ислама. В 2007 году муфтий Талгат Таджуддин заявил, комментируя возможность проведения публичных правозащитных ЛГБТ-акций, «если они всё-таки выйдут на улицу, тогда их [ЛГБТ-людей] следует только лупить». Прокуратура России не нашла состава преступления в словах муфтия.
Защитники прав человека считают, что в России в настоящее время, при поддержке ультраправых и религиозных организаций, наблюдается эскалация насилия по отношению к ЛГБТ, эти же организации призывают к сегрегации ЛГБТ. Датский институт по правам человека отмечает, что растущее число неонацистов и скинхедов в России, которых в общественном сознании ошибочно связывают только с преступлениями по этническому признаку, приводит к увеличению количества преступлений на почве ненависти к ЛГБТ и делает жизнь открытых ЛГБТ-людей более опасной. В то же время, правозащитники говорят о том, что призывы к дискриминации ЛГБТ-граждан и разжигание ненависти к ним остаются в России безнаказанными.

### Физическое насилие

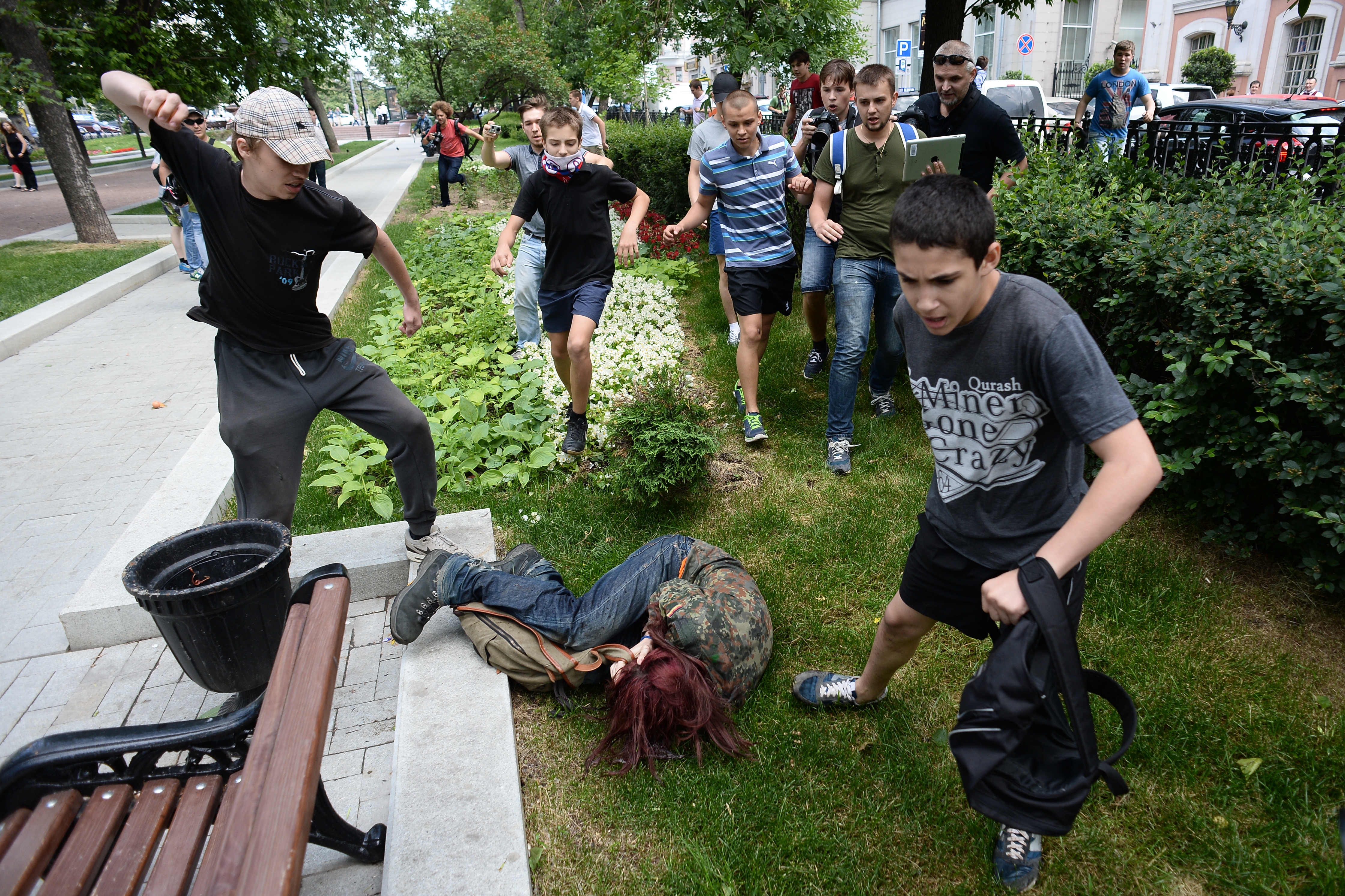
Избиение ЛГБТ-активиста после акции «День поцелуев» против принятия Государственной Думой закона о «пропаганде гомосексуализма»

Статистика показывает рост в России количества атак на ЛГБТ-людей на почве ненависти к ЛГБТ. По данным мониторинга центра СОВА, в первой половине 2013 года был убит 1 человек и 13 были избиты по мотивам ненависти к ЛГБТ. Для сравнения: в 2012 году было зафиксировано 12 таких нападений, в 2011 — 3. Human Rights First отмечает, что эти данные основанных только на «видимых» нападениях на активистов и не содержат данных о каждодневном насилии против ЛГБТ-людей в России.
Правозащитная организация Агора отмечает, что физическое насилие в отношении ЛГБТ-граждан применяют в основном националисты. Но в случае массовых ЛГБТ-акций, националисты объединяются с православными активистами для совершения насильственных действий.
Правозащитная организация Human Rights First считает, что в России наблюдается рост насилия со стороны ультраправых группировок. Международные правозащитные организации считают, что многочисленные преступления на почве ненависти к ЛГБТ-людям в связи с их ориентацией или гендерной идентичностью связаны с деятельностью правых группировок, таких как скинхеды или неофашисты. Глава центра «СОВА», исследующего проблемы национализма и ксенофобии в России, Александр Верховский отмечает, что идеология неонацистов стремится к «белой революции», которая может произойти только через постоянное насилие и борьбу с «системой», но, так как это, очевидно, проблематично, — насилие в основном направлено на меньшинства, в том числе и на ЛГБТ-людей. Нападение неонацистов остаются безнаказанными, что снижает доверие к органам власти страны и угрожает общественной безопасности.
В своём докладе российские юристы Понкин, Кузнецов и Михалёва отмечают, что количество случаев насилия верующих людей над ЛГБТ-гражданами на почве ненависти к сексуальной ориентации не превышает количество случаев насилия ЛГБТ-людей над гетеросексуалами.
Правозащитники фиксируют непрекращающиеся случаи избиения и убийства ЛГБТ-граждан в России. Целенаправленные убийства и избиения геев, когда злоумышленники специально ищут своих жертв, становятся всё более распространёнными в России. Кроме того, широко встречаются случаи хулиганских нападений, когда злоумышленники в качестве жертв выбирают тех, кто, по их мнению, относится к ЛГБТ. Жертвами нападений становятся ЛГБТ-активисты и ЛГБТ-граждане, пытающие отстаивать своё человеческое достоинство и права в судебном порядке.
Российская ЛГБТ-сеть ежегодно проводит анонимные опросы для выявления нарушений прав ЛГБТ-людей по причине их сексуальной ориентации и гендерной идентичности. По мнению правозащитников, в действительности цифры ещё больше, потому что сами жертвы преступлений не готовы рассказывать о физическом насилии даже во время опросов, кроме того, они не обращаются за юридической и психологической помощью.
|                                                    | 2007 год | 2011 год                            | 2012 год                            | 2013 год                              | 2014 год | 2018 год |
| -------------------------------------------------- | -------- | ----------------------------------- | ----------------------------------- | ------------------------------------- | -------- | -------- |
| Период                                             | —        | Январь 2011 года — ноябрь 2011 года | Ноябрь 2011 года — август 2012 года | Сентябрь 2012 года — август 2013 года | 2014 год | 2018 год |
| Подвергались физическому насилию неоднократно      | 27 %     | 2 %                                 | 3 %                                 | 3 %                                   | 2 %      | 16 %     |
| Подвергались физическому насилию один или два раза | 27 %     | 12 %                                | 13 %                                | 12 %                                  | 13 %     | 16 %     |

### Психологическое насилие и язык вражды

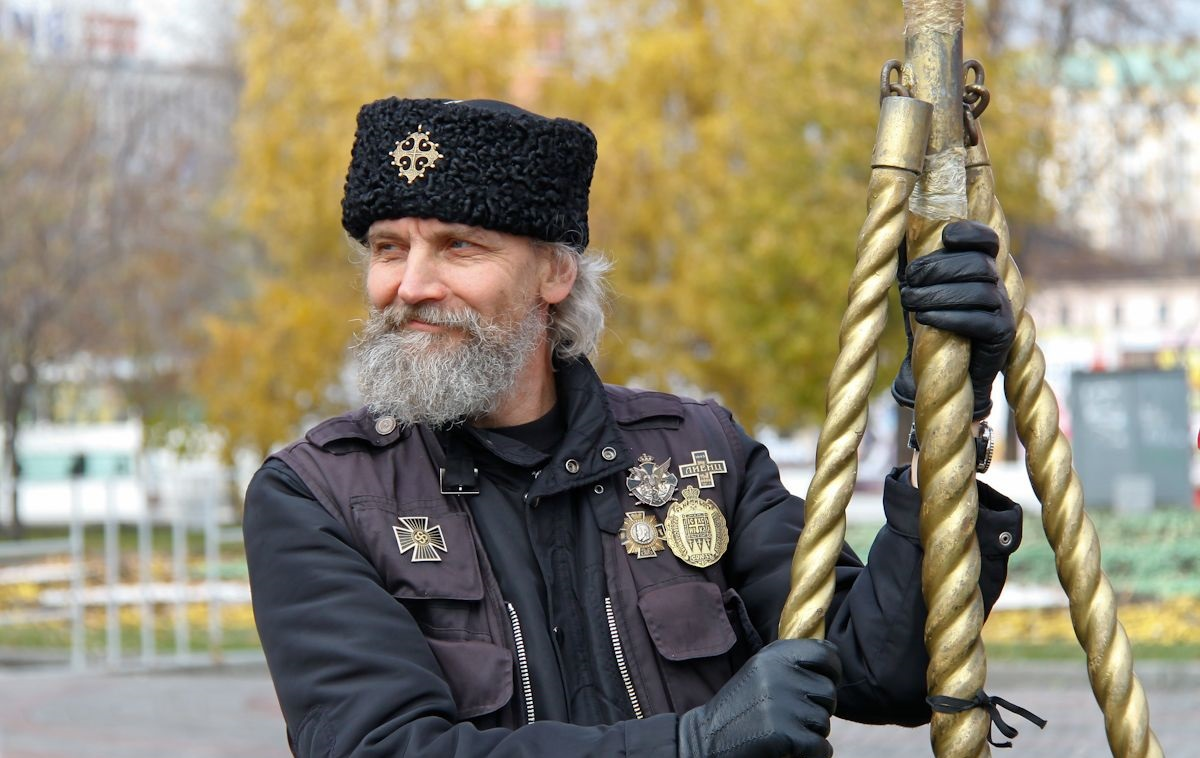
Хоругвеносец на акции против проведения ЛГБТ-мероприятий в Москве

По данным российских и международных правозащитных организаций, часть российских СМИ используют язык вражды по отношению к ЛГБТ, выпускают в эфир и печать откровенно гомофобные репортажи и материалы, содержащие стереотипы относительно ЛГБТ. Например, в месяц гордости ЛГБТ-людей (июнь 2020 г.), посольство США в России вывесили ЛГБТ флаг в поддержку. Ведущий программы «Время покажет» Артём Григорьевич Шейнин, на канале «Первый канал», позиционируемом как главный телеканал страны, назвал людей, вывесивших флаг, примерно так: «Этот [ЛГБТ] флаг вывесили конченые пи****сы!». Кроме СМИ, к языку вражды прибегают и государственные деятели России. В России практически не предпринимаются меры для борьбы с откровенно гомофобными и трансфобными высказываниями. На 24-й сессии Совета ООН по правам человека в сентябре 2013 года, российская делегация заявила о том, что в России приняты меры для борьбы с распространением в СМИ и чиновниками гомофобных стереотипов.
Столичные и сетевые СМИ России, по оценкам правозащитников, более корректно освещают жизнь ЛГБТ-сообщества, чем региональные. Отношение общества к ЛГБТ зависит в том числе и от того как журналисты подают свои материалы. Предвзятые и неадекватные материалы создают проблемы как для ЛГБТ-людей, так и для всего общества, побуждая его к гомофобии, трансфобии и насилию. При этом, такие материалы расстраивают и оскорбляют ЛГБТ-людей и их близких.
Психологическое насилие является наиболее часто встречающимся типом насилия над ЛГБТ-людьми. Правозащитники отмечают, что лишь небольшое количество людей, переживших психологическое насилие, обращаются за психологической помощью, что только усугубляет их положение.
|                                                         | 2007 год | 2011 год                            | 2012 год                            | 2013 год                              | 2014 год |
| ------------------------------------------------------- | -------- | ----------------------------------- | ----------------------------------- | ------------------------------------- | -------- |
| Период                                                  | —        | Январь 2011 года — ноябрь 2011 года | Ноябрь 2011 года — август 2012 года | Сентябрь 2012 года — август 2013 года | 2014 год |
| Подвергались психологическому насилию неоднократно      | 37 %     | 14 %                                | 19 %                                | 20 %                                  | 20 %     |
| Подвергались психологическому насилию один или два раза | 37 %     | 31 %                                | 37 %                                | 33 %                                  | 27 %     |

### Сексуальное насилие
Правозащитники оценивают случаи сексуального насилия над ЛГБТ из-за сексуальной ориентации или угрозы совершить такое насилие как достаточно распространённые.
|                                                     | 2011 год                            | 2012 год                            | 2013 год                              | 2014 год |
| --------------------------------------------------- | ----------------------------------- | ----------------------------------- | ------------------------------------- | -------- |
| Период                                              | Январь 2011 года — ноябрь 2011 года | Ноябрь 2011 года — август 2012 года | Сентябрь 2012 года — август 2013 года | 2014 год |
| Подвергались сексуальному насилию неоднократно      | 1 %                                 | 1 %                                 | 0,5 %                                 | 0,7 %    |
| Подвергались сексуальному насилию один или два раза | 4 %                                 | 6 %                                 | 2,6 %                                 | 3,2 %    |

### Домашнее насилие
По данным Российской ЛГБТ-сети, в отношении ЛГБТ существует два основных вида домашнего насилия:
1. Насилие со стороны родственников, которые отказываются принимать сексуальную ориентацию или гендерную идентичность человека. Особую озабоченность у правозащитников вызывает подобное насилие в отношении молодых ЛГБТ-людей, потому что они зачастую полностью зависимы от своих родственников (как психологически, так и материально)[174]. Кроме этого, насилие может быть со стороны бывшего гетеросексуального партнёра, который манипулирует общим ребёнком и угрожает обратиться в органы опеки для лишения ЛГБТ-гражданина родительских прав или сделать аутинг.
2. Насилие со стороны партнёра. В таком положении человек становится крайне уязвимым, потому что в РФ отсутствуют центры помощи в таких ситуациях, а гомофобное общество заставляет жертв домашнего насилия оставаться один на один с проблемой.

Российская ЛГБТ-сеть отмечает, что в Российской Федерации отсутствуют государственные убежища для ЛГБТ, переживших домашнее насилие.

### Насилие над ЛГБТ-подростками
Московская Хельсинкская группа отмечает, что ЛГБТ-подростки подвергаются травле и насилию в учебных заведениях. Российской ЛГБТ-сетью зафиксированы случаи, когда гомосексуальных учеников в школе учителя обвиняют в «пропаганде гомосексуализма», стимулируя тем самым травлю и оскорбление таких учеников. Из-за закона о запрете «пропаганды гомосексуализма» школьные психологи опасаются оказывать профессиональную помощь ЛГБТ-подросткам в кризисных ситуациях, а оказание помощи таким подросткам со стороны некоммерческих организаций карается в РФ штрафами. Российская ЛГБТ-сеть делает вывод, что Российская Федерация, приняв закон о запрете «пропаганды гомосексуализма», отрицает существование ЛГБТ-людей до 18-летнего возраста, а это, в свою очередь, усиливает травлю и неприязнь к ЛГБТ-подросткам.
Дома ЛГБТ-подростки могут подвергаться насилию со стороны родственников, которые отказываются принимать сексуальную ориентацию или гендерную идентичность подростка. Иногда гомосексуальных подростков родители пытаются «вылечить» от гомосексуальности. Зафиксированы случаи, когда транссексуальных подростков родители лечат от транссексуализма не коррекцией пола, а иными способами, зачастую обращаясь к психиатрам в поисках психических заболеваний.
Видеозаписи с издевательствами и пытками свободно распространяются в интернете, чтобы об ЛГБТ-подростках узнали в их школах, их родители и друзья. Многие жертвы покончили жизнь самоубийством, другие остались глубоко травмированы.
В 2013 году активизировались неонацистские группировки, создавшие собственное движение, лидером которого стал бывший скинхед Марцинкевич. Участники этого движения издеваются над ЛГБТ-подростками, снимают это на видео, а затем размещают видеоролики в социальных сетях. Девизом движения стал слоган «Делайте репосты, ломайте им жизнь!». На сотнях опубликованных участниками этого движения видеороликах ЛГБТ-подростков унижают, им угрожают и издеваются над ними из-за их сексуальной ориентации. Затем такие видео распространяются среди одноклассников, друзей и родственников жертвы, что, по мнению Евгения Зубарева, способствует доведению ЛГБТ-подростка до суицида. По мнению суицидолога и профессора Московского НИИ психиатрии Евгения Любова, такая травля ЛГБТ-подростков может привести к суицидам, так как такие подростки подвергаются тройному удару: их личность ещё не сформировалась, их ориентация осуждается в России, а общество оказывает на них сильное психологическое давление.
Юристов удивляет отсутствие реакции правоохранительных органов на видеоролики с издевательствами над ЛГБТ-подростками, проверка была начата лишь в отношении одного видеоролика из Тамбова, жертву которого психологи две недели не могли вывести из состояния шока. Юрист Антон Спицин указывает, что подобные видеоролики попадают под действия ст.ст. 213 (Хулиганство) и 282 (Возбуждение ненависти либо вражды, а равно унижение человеческого достоинства) УК РФ, а бездействие полиции связывает с позицией власти, которая демонстративно выступает против ЛГБТ-людей и принимает гомофобные законы. Юлия Фридман считает, что любой закон, направленный против какой-либо группы лиц, разжигает в итоге ненависть к этой группе. 11 июля 2013 Уполномоченный по правам ребёнка в Москве Евгений Бунимович сообщил, что обратился в прокуратору и Роскомнадзор по поводу действий движения, охарактеризовав их как травлю гомосексуальных подростков. 1 августа 2013 года к Генеральному прокурору РФ обратился член Совета Федерации Константин Добрынин с просьбой проверить деятельность движения на наличие в ней составов преступлений, в частности по статье 133 УК РФ (понуждение к действиям сексуального характера). Сенатор выразил своё разочарование отсутствием реакции правоохранительных органов и высказал мнение о том, что «корни» этого движения связаны с нацизмом и национализмом.
В декабре 2013 года прокуратурой в отношении Разинского, одного из основателей движения, было возбуждено уголовное дело по статье 282 УК РФ (возбуждение национальной ненависти либо вражды, а равно унижение человеческого достоинства). В августе 2014 года лидера движения Марцинкевича суд приговорил к пяти годам колонии строгого режима за размещение видеороликов экстремистского содержания.
В июне 2020 года Российская ЛГБТ-сеть более 100 запросов о травле ЛГБТ-подростков Уполномоченным по правам ребёнка всех субъектов РФ. Никто из ответивших чиновников не указал ни на один известный им случай гомофобной травли. Всего было получено 78 ответов, из них 2 полученных ответа включали в себя отсылку к так называемому закону «о пропаганде» в связи с тем, что пропаганда будет наказана даже если с точки зрения распространителя она «направлена на преодоление негативного отношения к лицам с нетрадиционной сексуальной ориентацией».

## Ситуация с правами человека

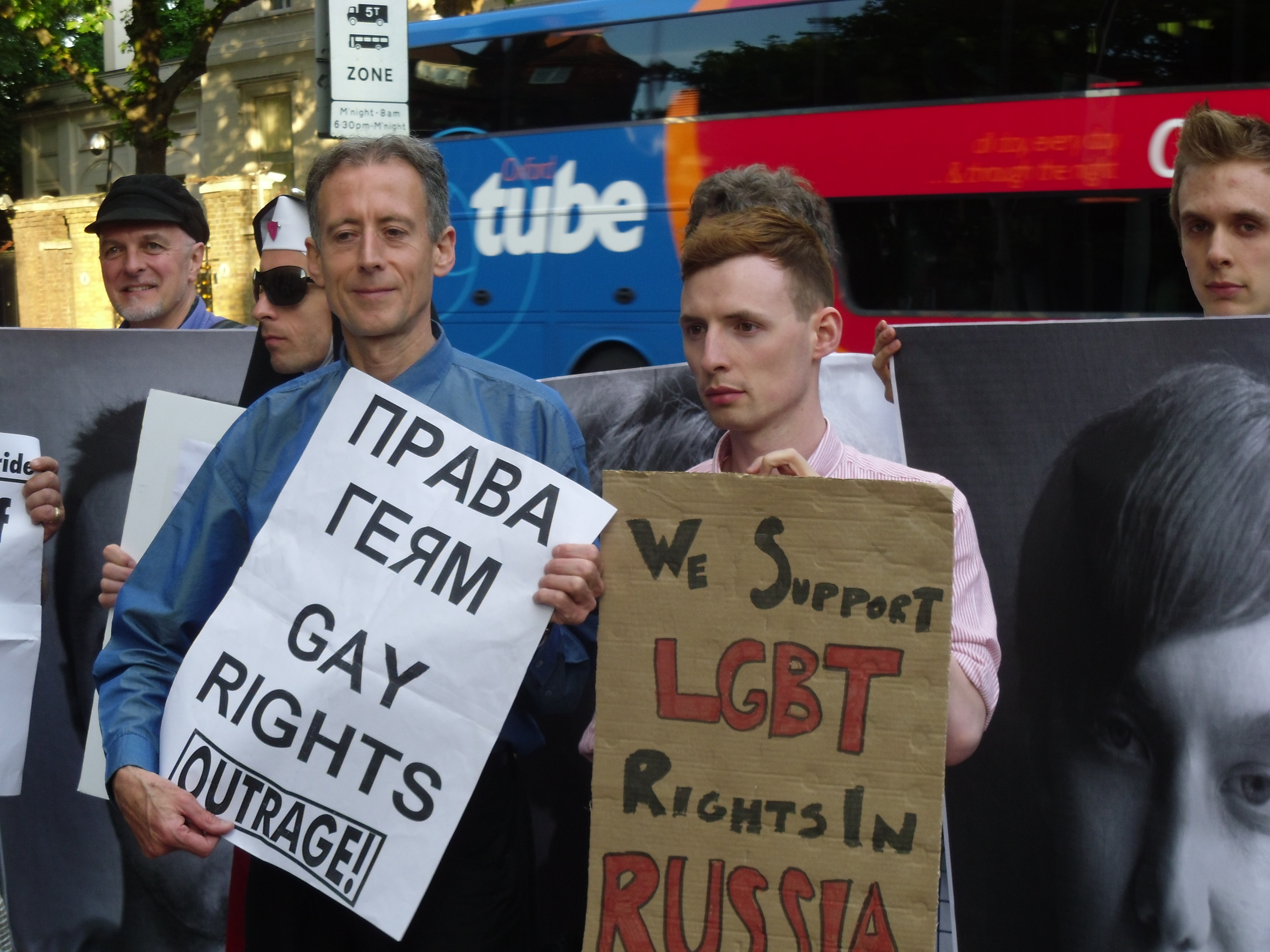
Акция протеста рядом с Посольством РФ в Лондоне против запрета гей-парада в 2011 году в Москве

Президент РФ Владимир Путин, комментируя закон о запрете «пропаганды гомосексуализма», заявил, что в России права ЛГБТ-граждан не ущемляются. На 24-й сессии Совета ООН по правам человека в сентябре 2013 года, Россия взяла на себя обязательства защищать права ЛГБТ-граждан и интерсекс-граждан, в том числе их права на мирные собрания и свободу выражения мнения.
13 ноября 2023 года замминистра юстиции Андрей Логинов, выступая в Совете ООН по правам человека с докладом о состоянии прав человека в РФ, утверждал, что на территории России «сдерживание демонстрации нетрадиционных сексуальных отношений или предпочтений не является формой порицания за них». Логинов подчеркнул, что в России законодательно запрещена «дискриминация по принципу сексуальной ориентации и гендерной идентичности, как и любая другая дискриминация».

### Права на жизнь, достоинство личности и безопасность
По данным правозащитников, из-за своей сексуальной ориентации или гендерной идентичности люди в России становятся объектами для нападения, их избивают или убивают. Московская Хельсинкская группа и Российская ЛГБТ-сеть отмечают, что преступления против ЛГБТ в России подвергаются замалчиванию как со стороны СМИ, так и со стороны властей.
Российская ЛГБТ-сеть считает, что государственные органы России не выполняют своих обязанностей по соблюдению прав ЛГБТ на жизнь и безопасность, а иногда сами сотрудники правоохранительных органов участвуют в избиениях ЛГБТ-граждан. По данным опроса, проведённого Левада-Центром в 2010 году, 4 % жителей России считают, что ЛГБТ-людей надо физически уничтожать. Согласно последним опросам, большинство жителей России поддерживают интернирование или убийство ЛГБТ-граждан страны.
Российская ЛГБТ-сеть отмечает, что несмотря на наличие 21 статьи Конституции России, где написано, что «достоинство личности охраняется государством», в отношении права ЛГБТ на достоинство личности, органы государственной власти РФ не выполняют своих обязанностей.
По итогам мониторинга ситуации с правами ЛГБТ в России за последнюю четверть 2011 года — первую половину 2012 года, правозащитниками были зафиксированы многочисленные случаи убийств ЛГБТ, их избиений, унижения их человеческого достоинства и другие случаи насилия на почве ненависти к ЛГБТ.

### Право на неприкосновенность частной жизни

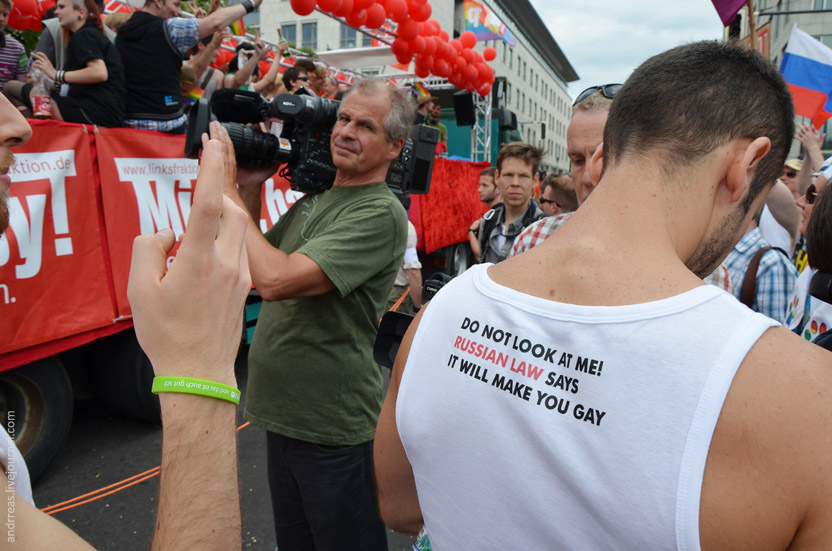
Член русскоязычной ЛГБТ-организации Quarteera на гей-параде в Берлине. Надпись на футболке: Не смотрите на меня! Российский закон утверждает, что это сделает вас геем.

Каждый человек имеет право на неприкосновенность частной жизни и государство обязано обеспечить соблюдение этого права.
Из-за гомофобии и трансфобии в обществе, некоторые люди предпочитают скрывать свою сексуальную ориентацию или гендерную идентичность. Московская Хельсинкская группа и Российская ЛГБТ-сеть отмечают, что следственные органы России прибегают к шантажу информацией о личной жизни ЛГБТ-граждан, запугивая их и получая «необходимые» показания. В частную жизнь ЛГБТ-людей также вмешиваются и религиозные организации. Кроме того, в России правозащитниками зафиксированы случаи принудительного разглашения информации о сексуальной ориентации и гендерной идентичности.
По итогам мониторинга ситуации с правами ЛГБТ в России за последнюю четверть 2011 года — первую половину 2012 года, правозащитниками были зафиксированы случаи вмешательства судей в частную жизнь гомосексуалов.

### Право на справедливое судебное разбирательство
Согласно Конституции РФ, каждый гражданин имеет право на судебную защиту и это право не может быть ограничено ни при каких условиях. Однако, по данным правозащитников и ЛГБТ-активистов, судьи и прокуроры относятся к ЛГБТ-людям с предубеждением или вовсе являются некомпетентными в вопросах, связанных с ЛГБТ (например, дела о смене документов трансгендерных людей).
В решении Европейского суда по правам человека по делу «Алексеев против России» установлен факт нарушения права ЛГБТ-людей на эффективные средства правовой защиты.
По итогам мониторинга ситуации с правами ЛГБТ в России за последнюю четверть 2011 года — первую половину 2012 года, правозащитниками были зафиксированы случаи нарушения прав на справедливое судебное разбирательство.

### Право на свободу выражения мнения
Запрет пропаганды мужеложства, лесбиянства, бисексуализма, трансгендерности не препятствует реализации права получать и распространять информацию общего, нейтрального содержания о нетрадиционных сексуальных отношениях, проводить публичные мероприятия в предусмотренном законом порядке, в том числе открытые публичные дебаты о социальном статусе сексуальных меньшинств, не навязывая их жизненные установки несовершеннолетним как лицам, не способным в 
силу возраста самостоятельно критически оценить такую информацию.
Всеобщая декларация прав человека гарантирует право на свободу выражения мнения. Европейская конвенция о защите прав человека и основных свобод, Международный пакт о гражданских и политических правах и Конституция РФ содержат аналогичные гарантии. Это право даёт возможность всем людям искать, получать и распространять любую информацию о сексуальной ориентации и гендерной идентичности.
Московская Хельсинкская группа и Российская ЛГБТ-сеть отмечают, что в Российской Федерации органы государственной власти не только не содействуют реализации права ЛГБТ на свободу выражения мнения, но и активно противодействуют этому. На 2012 год в 9 субъектах России были приняты законы против «пропаганды гомосексуализма». Эти законы закрепили, по мнению правозащитников, неравноценность «традиционных» и «нетрадиционных» отношений на законодательном уровне, а распространение иного мнения (например, о равноправии и равноценности однополых и двуполых семей) сделали преступлением. Такие законы противоречат позиции международных организаций (Совет Европы, Комитет ООН по правам человека, Европейская комиссия за демократию через право), соглашений (Африканская хартия по правам человека и народов, Американская хартия по правам человека), Европейского суда по правам человека и мнению Верховного комиссара ООН по правам человека. В 2012 году Комитет ООН по правам человека постановил, что такие законы нарушают право на свободу выражения мнения. При этом, ни одна из резолюций Совета ООН по правам человека не признаёт допустимость злоупотреблений «традиционными ценностями» для нарушения прав и свобод других людей.
Российские правозащитные организации считают, что запрет на распространение информации о гомосексуальности среди несовершеннолетних может пагубно сказаться на гомосексуальных подростках, потому что осознание своей сексуальной ориентации происходит до 18 лет. Гомосексуальные подростки бывают напуганы влечением к лицам своего пола, они сталкиваются с травлей со стороны своих гетеросексуальных сверстников, среди них выше число самоубийств. Для решения этих проблем необходимо распространять среди подростков достоверную информацию о сексуальных ориентациях и гендерных идентичностях. При этом, правозащитники отвергают аргумент о том, что сексуальное воспитание содействует вовлечению подростков в сексуальные отношения.
30 марта 2018 года Роскомнадзор внёс сайт Gay.ru в реестр запрещённых ресурсов. Основанием послужило решение Алтайского райсуда села Белый Яр республики Хакасия. В решении суда говорится, что «размещённая на сайте информация отнесена к запрещённой информации».

### Право на ассоциации и объединения
Обеспечить, чтобы отдельные лица могли осуществить свои права на свободу выражения мнений, ассоциации и мирных собраний безопасным образом и без дискриминации по признаку сексуальной ориентации и гендерной идентичности.
Российская Конституция гарантирует право на мирные ассоциации. Органы власти в России отказывают в регистрации ЛГБТ-организаций. Так же, по данным Российской ЛГБТ-сети, они отказывают в регистрации изменений в учредительных документах таких организаций. Отказы аргументируются в том числе ссылками на мораль, нравственность и «традиционные ценности». Однако, согласно Международному пакту о гражданских и политических правах, такие запреты могут быть аргументированы только поддержанием национальной безопасности, общественного порядка и демократии.
В 2009 году две ЛГБТ-организации были зарегистрированы, а ещё одной через суд удалось добиться регистрации.
Власти России рассматривают деятельность ЛГБТ-организаций как вмешательство западных стран в дела российского общества. В июле 2012 года Государственная Дума РФ приняла закон об «иностранных агентах». По нему любая некоммерческая организация должна быть зарегистрирована в качестве «иностранного агента», если она занимается политической деятельностью и получает финансирование из-за рубежа. С учётом того, что понятие политической деятельности нигде не определено чётко, этот закон может применяться против любых некоммерческих организаций, в том числе против правозащитных ЛГБТ-организаций, деятельность которых стала особенно важна с учётом принятия законов о запрете «пропаганды гомосексуализма».
17 ноября 2023 года Минюст РФ обратился в Верховный суд РФ с иском о запрете «международного общественного движения ЛГБТ». 30 ноября 2023 года судья Верховного суда РФ Олег Нефёдов объявил «экстремистской организацией» и запретил «международное общественное движение ЛГБТ», в том числе и использование символики данного движения.

### Право на мирные собрания

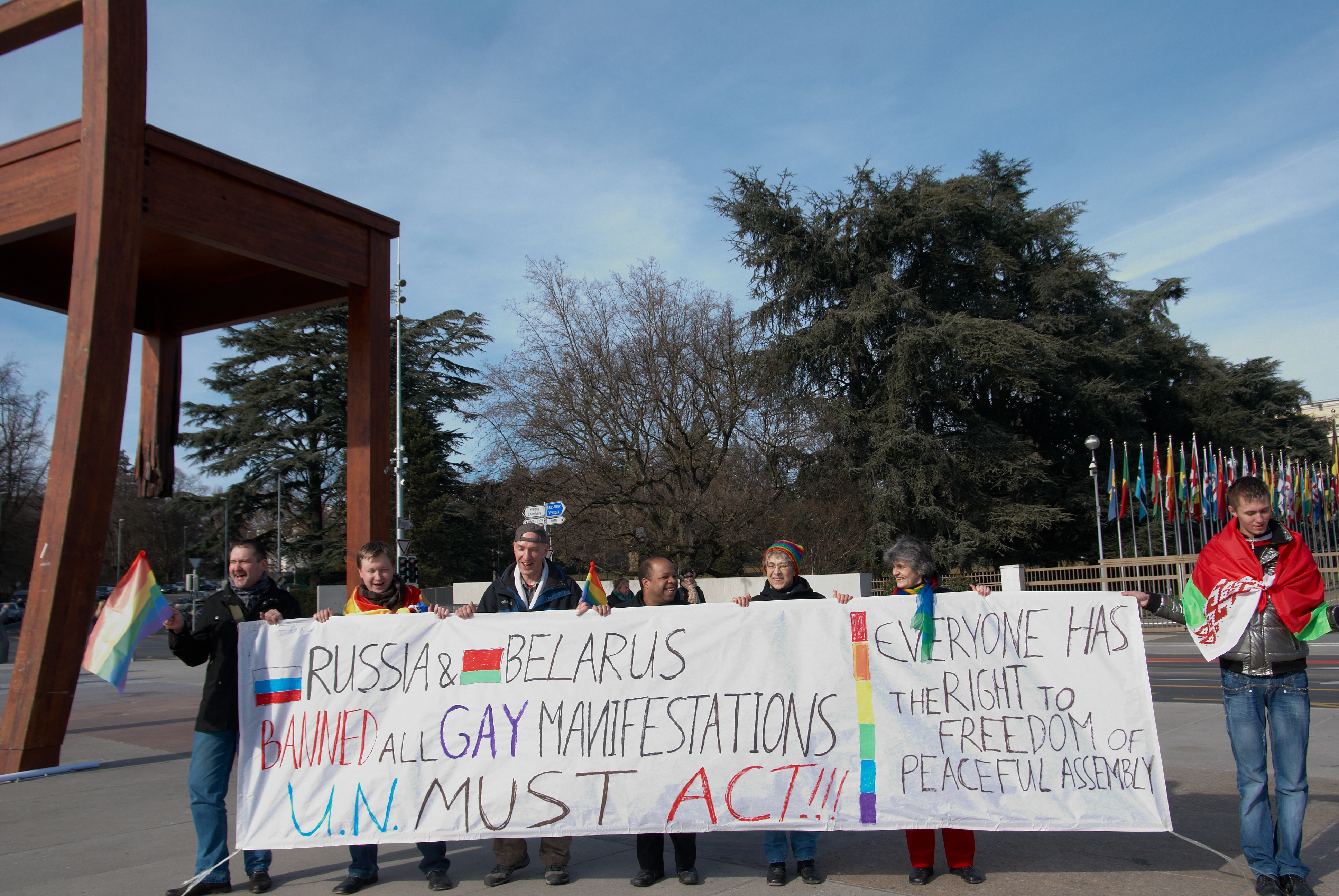
Группа протестующих перед зданием ООН в Женеве против запрета гей-манифестаций в России и Белоруссии

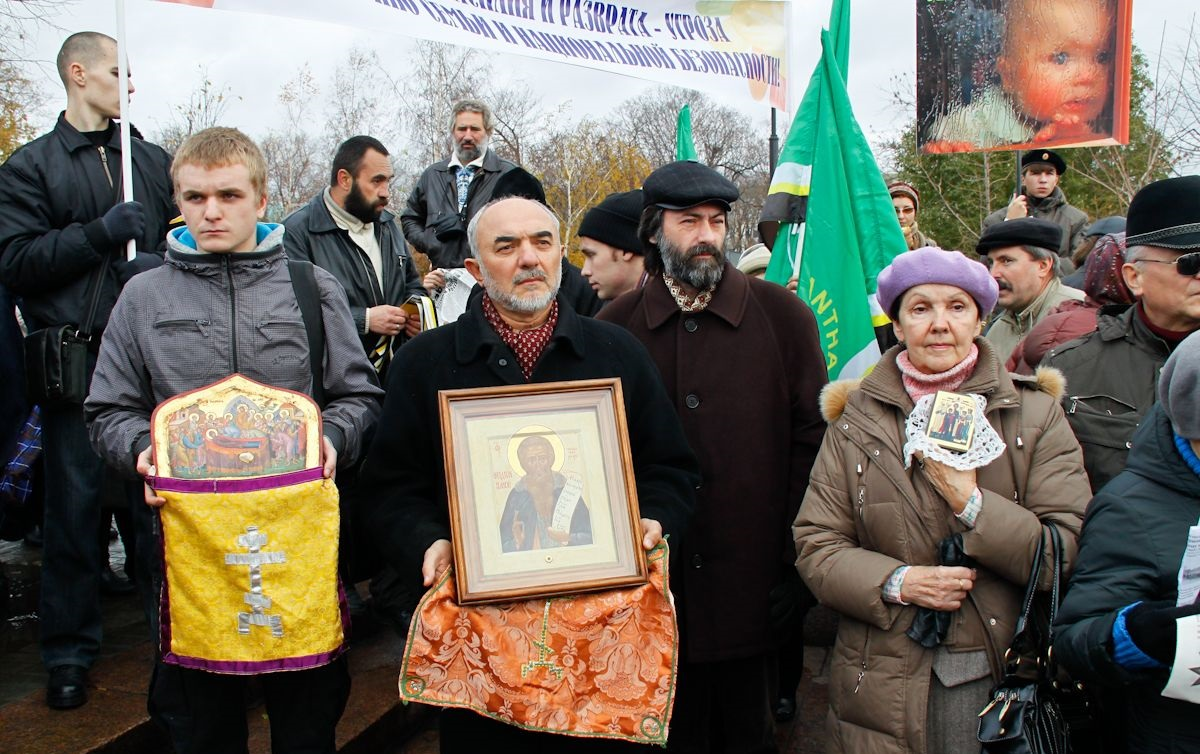
Православные активисты протестуют против проведения в Москве гей-парада

Всеобщая декларация прав человека гарантирует всем людям право на мирное собрание. Это право является неотъемлемым и фундаментальным; оно распространяется в том числе и на идеи, которые могут не поддерживаться большинством в обществе или правительством. Кроме того, на государство возложена обязанность защищать мирные собрания людей от провокаторов и противников. Европейский суд по правам человека (ЕСПЧ) считает, что осуществление этого права не может быть в зависимости от мнения большинства, иначе права меньшинств будут только теоретическими. В своём решении по делу «Алексеев против России», ЕСПЧ установил нарушение права ЛГБТ-людей на свободу собраний при запрете московскими властями гей-парадов. Генеральный секретарь Совета Европы Турбьёрн Ягланд на пресс-конференции 22 мая 2013 года призывал российские власти обеспечить ЛГБТ-сообществу страны возможность реализовать право на мирные собрания и демонстрации. Он отметил, что право на мирные собрания является одним из основополагающих Европейской конвенции о правах человека.
В законодательстве РФ установлен уведомительный порядок для проведения общественных мероприятий, однако в большинстве случаев органы государственной власти отказывают в согласовании ЛГБТ-мероприятий. Правозащитники отмечают дискриминационный характер причин отказа. Основаниями для отказа служат нежелательность или недопустимость привлечения внимания к проблемам ЛГБТ-граждан России. Кроме того, зачастую в отказе ссылаются на нормы общественной морали и невозможность обеспечить безопасность участников. Международные правозащитные организации считают, что любые ограничения должны основываться на универсальности прав человека; они отмечают изменчивость морали. Порог для ограничения права на мирные собрания в связи с невозможностью обеспечить безопасность должен быть очень высок, правозащитники отмечают, что вместо запрета мероприятий государство должно принимать дополнительные меры по защите участников мирных собраний (например, увеличить количество полицейских для защиты). В решение Европейского суда по правам человека по делу о запрете гей-парадов в Москве говорится, что «одно лишь наличие риска является недостаточным основанием для запрета мероприятия».
Российские юристы Понкин, Кузнецов и Михалёва считают, что в России запрещены любые мероприятия, участники которого будут «демонстрировать действия, имитирующие совершение полового акта, а также эпатажную оскорбляющую общественную нравственность одежду, акцентирующую внимание на половых органах, пропагандировать половую распущенность и развратное поведение, оскорбляющее нравственные чувства граждан». Так как, по мнению этих юристов, гей-парады проходят именно так, то они приходят к выводу о законности запрета гей-парадов в России и об отсутствии ограничений прав ЛГБТ на мирные собрания.
Российская ЛГБТ-сеть отмечает, что согласованные акции не получают необходимого уровня охраны, а преступления против ЛГБТ-активистов, совершённые в ходе таких акций, остаются безнаказанными. Правозащитниками зафиксированы случаи задержания ЛГБТ-активистов полицией на согласованных мероприятиях или в ходе одиночных пикетов, которые не требуют согласования. Несмотря на решения Европейского суда по правам человека (ЕСПЧ) от 2010 года, московские власти по-прежнему запрещают проведение гей-парадов в Москве. Для аргументации запрета публичных ЛГБТ-мероприятий власти активно используют принятый в 2013 году федеральный закон о запрете «пропаганды нетрадиционных сексуальных отношений». Комитет министров Совета Европы 25 сентября 2014 года, при рассмотрении дела об исполнении Россией решения ЕСПЧ от 2010 года, выразил серьёзную обеспокоенность тем, что большинство ЛГБТ-мероприятий в Москве, Санкт-Петербурге, Костроме и Астрахани были запрещены на основании этого федерального закона, несмотря на то, что ранее власти Российской Федерации заявляли, что закон о запрете «пропаганды нетрадиционных сексуальных отношений» не будет препятствием для проведения ЛГБТ-мероприятий. В своём всемирном докладе по итогам 2015 года правозащитники из Human Rights Watch констатировали, что в России федеральный закон о запрете «гей-пропаганды» продолжает использоваться для пресечения ЛГБТ-мероприятий.
Московская Хельсинкская группа обращает внимание, что кроме запрета правозащитных мероприятий, трудности при проведении испытывают и культурные ЛГБТ-мероприятия (например, кинофестиваль «Бок о Бок»). Органы власти используют грубое давление на частный бизнес и общественные объединения для запрета культурных ЛГБТ-мероприятий, так как законных оснований для запретов нет.

### Право на медицинское обслуживание
Согласно многочисленным международным правозащитным договорам, каждому человеку гарантируется право на наивысший достижимый уровень здоровья на условиях недискриминации. Для достижения такого уровня государство должно относится позитивно к сексуальности и сексуальным отношениям. Несмотря на то, что ещё в 1999 году гомосексуальность в России была исключена из списка заболеваний, врачи, по данным правозащитников, продолжают воспринимать гомосексуальность как патологию, что приводит, в свою очередь, к нарушению прав гомосексуалов и бисексуалов на медицинское обслуживание. Встречаются попытки «вылечить» гомосексуальность.
В России во множестве подзаконных актов, связанных с ВИЧ и заболеваниями, передающимися половым путём, гомосексуалов помещают в отдельную группу. Россия переживает сейчас полномасштабную эпидемию ВИЧ/СПИДа. В 2006 году официально только 1 % от всех новых заражений ВИЧ в России произошёл в ходе незащищённого гомосексуального контакта, однако эта цифра крайне сомнительна, потому что гомосексуальность сильно стигматизирована в российском обществе. Финансирование профилактики ВИЧ/СПИДа среди мужчин, имеющих сексуальные контакты с мужчинами, практически не осуществляется из государственного бюджета России, несмотря на признание ООН этой группы людей в качестве уязвимой. По данным Российской ЛГБТ-сети, такое финансирование идёт только за счёт иностранных фондов, однако они, в свою очередь, практически не финансируют аналогичные программы для женщин, практикующих сексуальные контакты с женщинами.
Жизненно важные для трансгендерных людей медицинские услуги (например, психотерапия, хирургические операции по коррекции пола, гормональная терапия) не входят в перечень бесплатных услуг. Кроме того, нередко оказывается, что в региональных медицинских центрах, где могут оказать специфическую помощь трансгендерным людям, уровень подготовки специалистов крайне низкий.
По результатам опроса, проведённого в 2011 году, 6 % ЛГБТ-людей с января по октябрь 2011 года сталкивались один или два раза с нарушением своего права на медицинское обслуживание из-за своей сексуальной ориентации или гендерной идентичности, ещё 1 % сталкивались с такими нарушениями неоднократно в этот период времени.
Трансгендерные лица, проявляющие гендерную дисфорию, не получают должной медицинской помощи в случае попадания в учреждения уголовно-исполнительной системы, в частности, не получают необходимого психиатрического обследования, гормональных препаратов.

### Право на образование
ILGA-Europe и Московская Хельсинкская группа приводят случай, произошедший с трансгендерной девушкой во время сдачи ЕГЭ по математике в 2012 году. Девушке было запрещено сдавать экзамен из-за того, что сотрудник, проверяющий сдающих, не смог идентифицировать её с предоставленным ею документом, удостоверяющим личность. Этот сотрудник обсмеял девушку и вызвал полицию. Показания одноклассников и преподавателей девушки, которые подтвердили её личность, были проигнорированы; а объяснения девушки о её транссексуальности были отклонены. Затем, мужчина-полицейский пригласил девушку в изолированную комнату и попросил её раздеться. После этого девушке разрешили сдать экзамен.
Право на образование на условиях недискриминации гарантируется многочисленными международными правозащитными документами. Верховный комиссар ООН по правам человека призвала к интеграции в школьные программы принципов терпимости и недискриминации. По её мнению, гомофобная и трансфобная среда в учебных заведениях вынуждает ЛГБТ-подростков прогуливать занятия, бросать школу или кончать жизнь самоубийством.
Московская Хельсинкская группа и Датский институт по правам человека отмечают, что в российских учебных заведениях часто встречается социальная изоляция, травля ЛГБТ-учеников и насилие в отношении них со стороны сверстников. Со стороны преподавателей и администрации учебных заведений так же присутствует враждебность и негативное отношение.
Международные и российские правозащитные организации обращают внимание на отсутствие у российских учителей специального образования для обучения трансгендерных людей и на незнание как правильно вести себя с такими учениками.
По итогам мониторинга ситуации с правами ЛГБТ в России за последнюю четверть 2011 года — первую половину 2012 года, правозащитниками были зафиксированы случаи нарушения права на образование для ЛГБТ-людей.

### Право на труд
Трудовой кодекс РФ запрещает дискриминацию на любом основании в трудовой сфере. Российская ЛГБТ-сеть отмечает, что ЛГБТ-граждане сталкиваются с трудностями в поиске работы, становятся жертвами травли и так далее. Чтобы избежать проблем на работе, ЛГБТ-люди вынуждены скрывать там свою сексуальную ориентацию или гендерную идентичность. Такое сокрытие угнетает людей, создаёт стрессовые ситуации и снижает качество жизни.
Правозащитники считают, что наиболее уязвимые группы ЛГБТ в отношении права на труд это работники системы образования и государственных органов. В этих местах существует так называемая проверка на «нормальность» личной жизни. В случае же, если гомосексуальность работника была раскрыта, то принимаются меры для избавления от него.
Иногда ЛГБТ-гражданам удаётся через суд восстановиться на месте работы.
Согласно данным опроса, проведённого в 2011 году, 32 % ЛГБТ-граждан России в период между январём и октябрём 2011 года сталкивались с проблемами на работе из-за своей сексуальной ориентации, ещё 5 % участников опроса вынудили уволиться или уволили из-за дискриминационного отношения к ЛГБТ в этот период времени. По результатам опроса, проведённого в 2012 году Российской ЛГБТ-сетью, почти 40 % респондентов подтвердили наличие проблем на работы в связи с их сексуальной ориентацией, ещё 5 % респондентов были вынуждены или уволиться самостоятельно или были уволены из-за своей сексуальной ориентации.
Владимир Путин, отвечая на вопрос о возможных негативных последствиях для Олимпиады в Сочи в 2014 году в связи с принятием законодательных ограничений прав ЛГБТ в РФ, отметил:
У нас, во-первых, люди нетрадиционной ориентации никак не ущемляются ни в профессиональном смысле, ни в уровне заработной платы, ни, наконец, даже, если они достигают каких-то высот в творчестве, в работе, они не ущемляются даже с точки зрения признания их результатов со стороны государства, я имею в виду награждение их орденами, медалями. Они абсолютно полноценные и равные в правах граждане Российской Федерации.

### Права на материнство, детство и брак
В Семейном кодексе РФ нет явного указания на допустимость или недопустимость регистрации брака между людьми одного пола, однако на практике ссылаются на пункт о «добровольное согласие мужчины и женщины». Законодательство РФ не признаёт однополые семьи в большинстве типов отношений и законодательств, в том числе в семейном и пенсионном. Не признаются отношения и между ребёнком, рождённым в однополой семье, и небиологическим родителем. Из-за отсутствия правовых отношений между ребёнком и его небиологическим родителем, ребёнок лишается права на алименты и имеет другие негативные последствия (например, не получает выплат по потере кормильца). Кроме того, в однополых семьях в России один из партнёров не может усыновить ребёнка второго партнёра.
В России у однополых пар нет юридического признания. Отсутствуют как браки, так и партнёрства для однополых пар. Совместное проживание гомосексуальной пары также не признаётся в России. Из-за невозможности для гомосексуальных пар получить официальный статус семьи, они зачастую лишаются социальной поддержки. Программы социальной поддержки ЛГБТ-людей существуют со стороны общественных центров, однако государство не участвует в таких программах и их финансировании.
Доступ к вспомогательной репродукции в России разрешён как отдельным лицам, так и зарегистрированным супругам. При условии сокрытии ориентации однополые пары, состоящие из двух девушек могут родить ребёнка при помощи ЭКО, существуют случаи, когда пары оплачивали ЭКО, используя полис ОМС (процедура оплачивалась государством). Суррогатное материнство доступно одиноким мужчинам, однако, практическое проведение данной процедуры сталкивается с рядом ограничений (например, суррогатная мать не может быть одновременно донором яйцеклетки). В России зафиксировано как минимум 46 детей, рождённых при помощи ЭКО от отцов одиночек, которые также могут быть представителями ЛГБТ сообщества.
В России нет явного запрета на усыновление ребёнка гомосексуальным человеком, однако, в ходе такого усыновления, могут возникнуть проблемы с пониманием «интересов ребёнка».

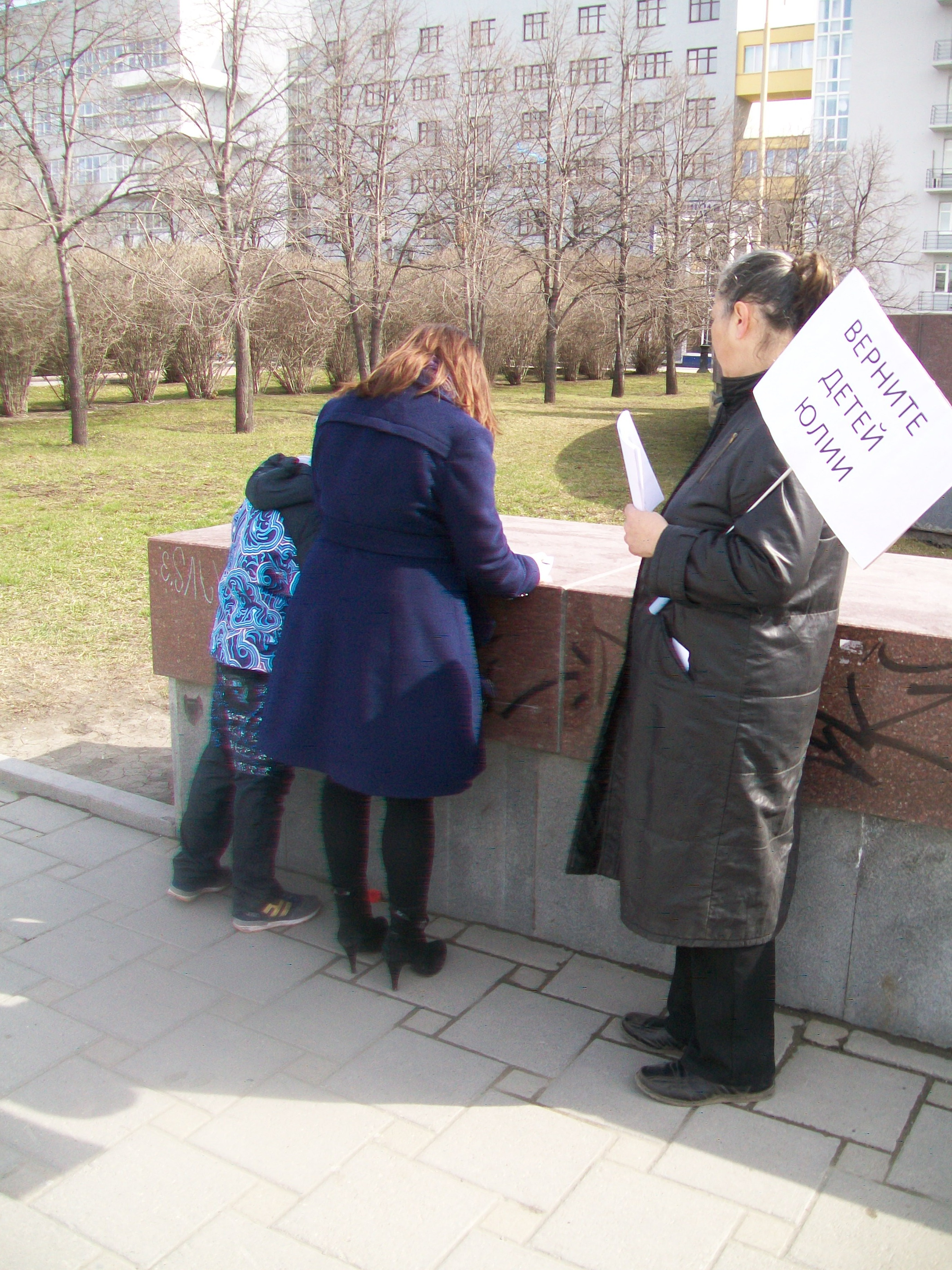
Прохожие заполняют письмо с требованием вернуть трансгендерной персоне Юлии Савиновских приёмных детей. Екатеринбург, 6 мая 2018 года

Усыновление детей трансгендерами запрещено. В 2017 году органы опеки изъяли приёмных сыновей у жительницы Екатеринбурга Юлии Савиновских, решив, что она является трансгендером. В 2018 году Орджоникидзевский районный суд города Екатеринбурга подтвердил законность изъятия детей, указав, что Савиновских идентифицирует себя с мужчиной, «стремится к принятию социальной роли, свойственной мужскому полу», что «по своей сути противоречит принципам семейного законодательства нашей страны, традициям и менталитету нашего общества».
В Государственную думу в июле 2020 года внесён законопроект, запрещающий вступать в брак не только лицам одного пола, но и трансгендерам, кроме того, инициативой предлагается запретить однополым парам и гражданам, которые совершили трансгендерный переход, усыновлять детей. Против принятия законопроекта выступили и некоторые депутаты, например, замглавы комитета Госдумы по вопросам семьи, женщин и детей Оксана Пушкина сообщила, что данный законопроект противоречит 19 статье Конституции России.
14 октября 2020 года в парламент был внесен законопроект о поправках в Семейный кодекс, согласно которым вводится запрет применения в России правил международных договоров, противоречащих российскому законодательству, а также «основам правопорядка и нравственности». Это особое положение позволит избежать регистрации в России однополых браков, заключенных за рубежом.
В октябре 2020 года комиссия правительства по законопроектной деятельности не поддержала поправки сенаторов во главе с Еленой Мизулиной в Семейный кодекс, которые в том числе запрещают однополым парам и трансгендерным людям вступать в брак и усыновлять детей.
13 июля 2021 года Европейский суд по правам человека постановил, что отказ России предоставить какое-либо юридическое признание однополым парам нарушает права заявителей в соответствии со статьей 8 Европейской конвенции о защите прав человека (дело Федотова и другие против России).

### Право на изменение гражданского пола и имени
В российском законодательстве не урегулирован вопрос основания и порядка юридического признания изменения пола. Согласно законодательству, основанием для смены имени трансгендерных людей служит «документ установленной формы об изменении пола, выданный медицинской организацией», однако такой документ до сих пор (прошло уже 13 лет) не разработан Министерством здравоохранения России. Из-за таких проблем органы ЗАГС требуют от заявителей на смену документов обязательное проведение хирургической операции по коррекции пола, однако такого требования в законодательстве нет. Особое беспокойство правозащитников вызывают требования (в том числе и со стороны судов) проведения стерилизации для получения новых документов, несмотря на то, что таких требований в законодательстве нет.
Российская ЛГБТ-сеть отмечает, что почти все транссексуалы в России сталкиваются с проблемами при смене документов, они вынуждены обращаться в суды для соблюдения их права на смену документов. Однако иногда и суды отказывают им в выдаче новых документов. Правозащитниками зафиксированы случаи разглашения личных сведений, нарушения права на неприкосновенность частной жизни и нарушение медицинской тайны в отношении трансгендерных людей в процессе смены документов.
Министерство цифрового развития, связи и массовых коммуникаций обещает вернуть возможность замены паспорта через портал Госуслуги для людей, поменявших пол; графу «в связи со сменой пола» заменят пунктом «иное».
Российские и международные правозащитные организации считают, что особую проблему для трансгендерных людей представляет смена трудовой книжки. Согласно «Инструкции по заполнению трудовых книжек», при смене имени, старое имя должно зачёркиваться. Поэтому, в настоящее время невозможно получить копию трудовой книжки с сохранением истории трудовой деятельности, но без предыдущего имени. Трансгендерные люди вынуждены выбирать между заведением новой трудовой книжки без предыдущих мест работы или старой трудовой книжкой, где будет зачёркнутое предыдущее имя. Последний вариант, по мнению правозащитников, нарушает неприкосновенность частной жизни трансгендерных людей, вынуждая их каждый раз рассказывать подробности своей личной жизни.
В апреле 2023 года министр юстиции России Константин Чуйченко заявил о планах по отмене права трансгендерным персонам менять пол в документах без проведённой операции.
14 июня 2023 года Государственная дума приняла в первом чтении закон о запрете трансгендерного перехода. Закон запрещает государственным органам изменять пол человека в своих личных документах и любые медицинские вмешательства, направленные на формирование первичных и вторичных половых признаков человека. Единственным исключением станут хирургические операции, направленные на лечение врожденных аномалий у детей. Закон был одобрен Советом Федерации 19 июля 2023 года и после подписания президентом Владимиром Путиным вступил в силу 24 июля 2023 года.
После июля 2023 года гендерный маркер в документах можно изменить только в судебном порядке. Основанием для изменения юридического пола являются, в частности, проведённые гендерно-аффирмативные операции (и полученные медицинские документы о их проведении). Если операции были сделаны до принятия закона о запрете транс-перехода, то в таком случае должно быть вынесено заключение единственной в России государственной комиссии в ФБГУ НИМЦ эндокринологии Минздрава РФ по факту их проведения. 
С июля 2023 по июнь 2025 года в России было рассмотрено или продолжали рассматриваться около 150 дел о смене гендерного маркера в документах, из которых было выиграно 20 дел и проиграно 24, часть была оставлена без рассмотрения.

## Политика, организации и законодательство

### Законодательные ограничения прав ЛГБТ

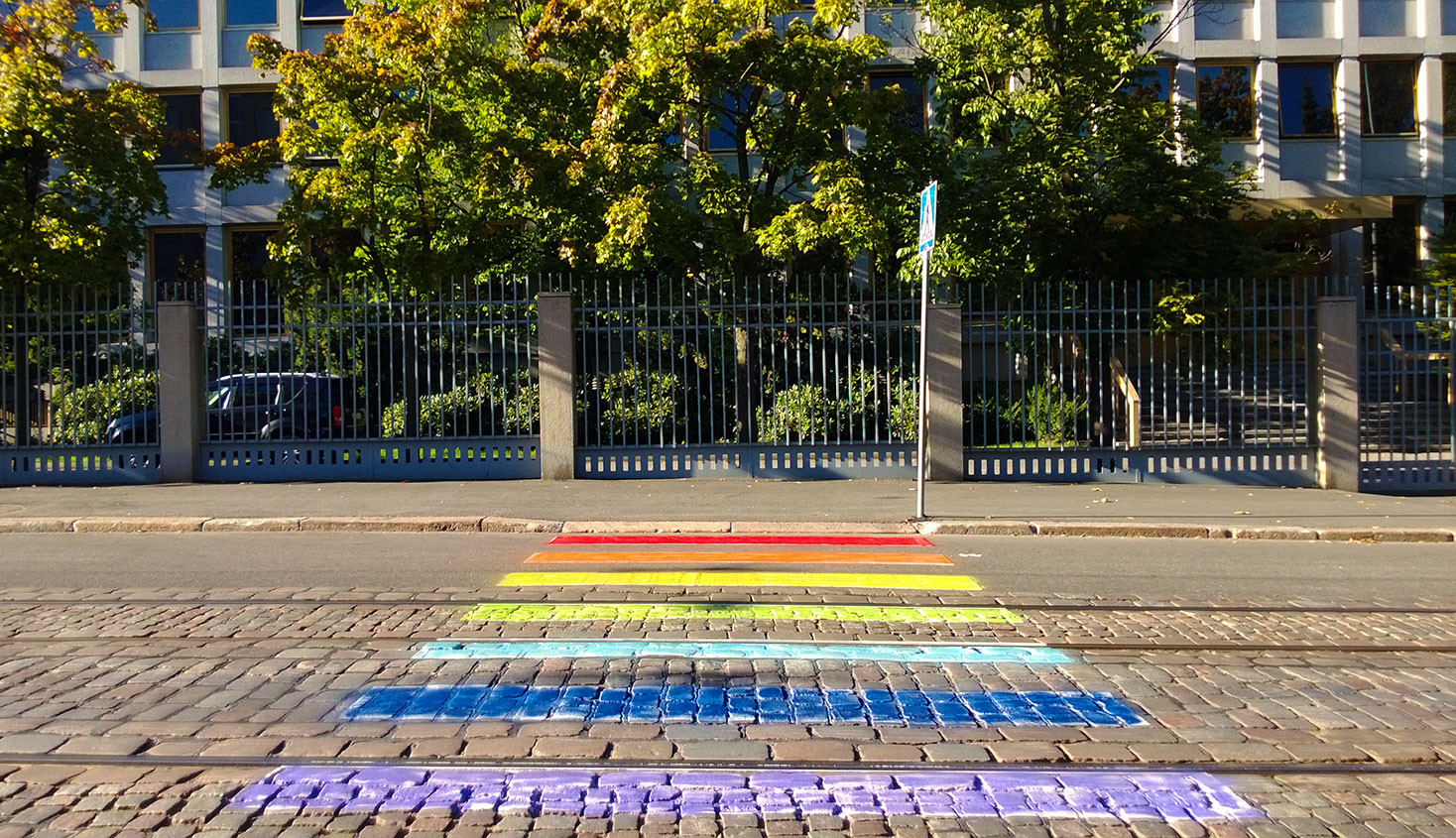
Пешеходный переход у Посольства России в Хельсинки, разрисованный в цвета радуги в знак протеста против законов о «пропаганде гомосексуализма»

У нас люди, которые выступили инициаторами этих законов, и которые принимали этот закон (я, кстати, не был инициатором этого закона), исходили из того, что однополые браки не производят детей. А Россия переживает непростые времена, с точки зрения демографии. И мы заинтересованы в том, чтобы семьи были полноценные, чтобы детей было больше. Это далеко не самое главное во всей системе мер, направленных на поддержку демографических процессов. Но я думаю, что авторы этого закона исходили, прежде всего, из необходимости решать проблемы демографического характера и далеки были от идеи кого-то ущемлять в правах.
Первый законодательный запрет «пропаганды гомосексуализма» в России был принят в 2006 году в Рязанской области. В 2012 году было начато обсуждение принятия аналогичного закона и на федеральном уровне. В 2013 году такие запреты действовали на территории 11 регионов России. 30 июня закон о запрете «пропаганды нетрадиционных сексуальных отношений», ранее одобренный Государственной Думой и Советом Федерации, был подписан Президентом Путиным и 1 июля 2013 года вступил в силу.
Российские политические деятели объясняют необходимость подобных законов борьбой с развратом и желанием защитить здоровье и нравственность детей. Президент РФ Владимир Путин, отвечая на международную критику этих законов, призвал не вмешиваться во внутренние дела России. Целью законов, по мнению Путина, является ограждение «детей от соответствующей информации». При этом, Путин отметил, что «речь не идёт о введении каких-то санкций за гомосексуализм». Российские юристы Понкин, Кузнецов и Михалёва утверждают, что «пропаганда гомосексуализма» является «склонением и (или) принуждением ребёнка к незаконной сексуальной деятельности».
Подобные законы были поддержаны Русской православной церковью и американской консервативной группой «Институт католической семьи и прав человека».
24 ноября 2022 года российский парламент принял в третьем чтении закон, который расширил действующий запрет на пропаганду ЛГБТ среди детей, запрещая ее для людей всех возрастов. Согласно новому закону, любое событие или действие, расцениваемое как попытка пропаганды гомосексуализма, в том числе в Интернете, в кино, книгах, рекламе или на публике, может повлечь за собой большой штраф. Штраф составляет до 400 тысяч рублей для физических лиц и до 5 миллионов рублей для юридических лиц. Иностранцам грозит 15 суток ареста и последующее выдворение из страны.

#### Ущемление прав и свобод ЛГБТ-людей
Правозащитники считают принятие законов против «пропаганды гомосексуализма» самым тревожным событием за последнее время в отношении прав ЛГБТ в России. Эти законы осудили все правозащитные организации России, в том числе: Совет по развитию гражданского общества и правам человека при Президенте РФ, Уполномоченный по правам человека в РФ, Институт прав человека, Московская Хельсинкская группа. Федеральный закон против «пропаганды нетрадиционных сексуальных отношений» объявляет гомосексуальные отношения «социально неполноценными», он создаёт угрозу преследования за любое публичное проявление гомосексуальной ориентации, за высказывание мнения о равноправии гомосексуальных и гетеросексуальных отношений.
По мнению правозащитников, запреты «пропаганды гомосексуализма» нарушают право на свободу собраний и право на свободу выражения мнения. Отмечается, что положения законов слишком расплывчаты или не определены вовсе, это ведёт к произвольному применению законов и не даёт чёткого определения для людей, какое их поведение является законным, а какое нет, что ведёт к самосдерживанию человеком своих законных выражений. Правозащитники отмечают, что неопределённость понятия «нетрадиционные сексуальные отношения» позволяет использовать этот закон судьям и антигей-агитататорам для дискриминации ЛГБТ-людей. По мнению экспертов, в частности сексолога Игоря Кона, у понятия «пропаганда гомосексуализма» нет смысла.
Правозащитная организация ARTICLE 19 считает, что запрет «пропаганды гомосексуализма» лишает ЛГБТ-граждан возможности отстаивать такие свои фундаментальные права как право на образование или медицинское обслуживание. Эти запреты ограничивают возможность ЛГБТ-граждан выражать свою самобытность и участвовать в общественной и политической жизни, а также могут использоваться для запрета радужных флагов и других ЛГБТ-символов, фильмов, книг и музыкальных клипов с гомосексуальным содержанием. Правозащитники отмечают, что принятие подобных законов это продолжение узаконивания гомофобии в стране, что потенциально может повлечь за собой насилие.
Human Rights First отмечает, что принятый Государственной думой закон вряд ли будет последним в борьбе против свободы ЛГБТ-граждан в России.

#### Международный протест
Российские законы против «пропаганды гомосексуализма» вызвали невиданный ранее международный протест, связанный с правами ЛГБТ-людей. Европейский парламент и ряд политиков осудили законы против «пропаганды гомосексуализма». Комитет ООН по правам человека признал такие законы нарушающими Международный пакт о гражданских и политических правах. Парламентская ассамблея Совета Европы призвала Россию отменить законы о запрете «пропаганды гомосексуализма» и отметила, что такие законы создают атмосферу ненависти к ЛГБТ-гражданам.
Соединённые Штаты Америки неоднократно отмечали свою озабоченность относительно прав ЛГБТ в России, в том числе в связи с законодательными ограничениями; США призвали Россию выполнять обязательства по защите прав человека. Уполномоченный правительства ФРГ по правам человека Маркус Лёнинг считает, что подобные законы усиливают «общественную изоляцию представителей сексуальных меньшинств и ограничивают свободу мнений». Верховный представитель Евросоюза по иностранной политике Кэтрин Эштон, комментируя принятие закона о запрете «пропаганды нетрадиционных сексуальных отношений» Государственной Думой, выразила свою озабоченность принятием такого закона и призвала РФ исполнять взятые на себя, как страны-члена Совета Европы, международные обязательства по обеспечению реализации людьми своих прав и защите от дискриминации.
Профессор истории Массачусетского технологического института Элизабет Вуд считает, что «Путин и его приближённые защищают свои собственные интересы, создавая ситуацию противостояния „мы против них“». Таким образом, Путин использует нетерпимость к ЛГБТ-людям в обществе для консолидации консервативных сил в стране. Правозащитная организация Human Rights First считает такие законы популистским манёвром Путина для укрепления им своего влияния внутри страны и отвлечения внимания общества от других тем. Она отмечает, что на гомофобной волне Путин сможет уйти от вопроса о своей эффективности, а поддержка антигеевских законов большинством населения страны принесёт ему пользу.
В середине августа 2013 года с осуждением принятых в России законодательных запретов выступил Офис Верховного комиссара ООН по правам человека. Советник УВКПЧ по правам человека Клод Кан назвал такие законодательные запреты «по своей сути дискриминационными, как в намерениях, так и в действии» и добавил, что эти ограничения затрагивают «пользование правами на свободу выражения мнений, свободу ассоциаций и мирных собраний и их влияние на работу правозащитников». По мнению Клода Кана, законодательные запреты пропаганды гомосексуализма способствуют притеснению и создают атмосферу страха в отношении лиц, которые продвигают права ЛГБТ. В ООН также считают, что такие запреты «сужают доступ к соответствующей возрасту информации о сексуальности, которая является важным компонентом права на образование и необходимостью для того, чтобы молодые люди были способны вести полноценный и здоровый образ жизни». На 24-й сессии Совета ООН по правам человека в сентябре 2013 года, российская делегация отвергла обвинения в дискриминационном характере принятых законодательных запретов, а также отказалась отменить их.
В июне 2020 года в рамках Месяца гордости ЛГБТ вышло совместное заявление глав дипмиссий Австралии, Канады, Новой Зеландии, Великобритании и США с призывом в адрес России исполнять свои обязательства по защите всех граждан, включая представителей ЛГБТ-сообщества.

### Политические партии и политики
Для большинства российских политиков тема гомосексуальности слишком деликатная. Один из немногих политиков, который высказался в поддержку равных прав для ЛГБТ, это Михаил Прохоров. Николай Алексеев отмечает, что в России ни одна политическая партия и ни один политик не представляет интересы ЛГБТ-людей.
Правозащитный проект GayRussia.Ru с 2011 года ведёт мониторинг гомофобных политических партий. На середину 2013 года в их число входили: «Единая Россия», Коммунистическая Партия Российской Федерации, «Народная воля», Национал-большевистская партия, «Патриоты России», «Справедливая Россия».
Партия «Яблоко» в своих предвыборных и программных документах заявляла о своей поддержке равных прав для ЛГБТ-людей. Член федерального совета этой партии Николай Кавказский не только регулярно выступает за права ЛГБТ-людей, но и сам является ЛГБТ-активистом.

### Организации, выступающие против ЛГБТ
Московская Хельсинкская группа отмечает, что консервативные организации России, выступающие против прав ЛГБТ, с начала 90-х годов занимаются продвижением в массы своих идей и консолидацией сил.
| Название                                                                             | Комментарий | Источник |
| ------------------------------------------------------------------------------------ | --- | -------- |
| Всемирный русский народный собор                                                     | Консервативная религиозная организация, возглавляемая патриархом Кириллом, формирующая идеи по насаждению православного консерватизма в России                           | МХГ      |
| «Народный собор»                                                                     | Выступает против гей-парадов и другой деятельности, «направленной на подрыв <..> духовно-нравственных ценностей»                                                         | МХГ      |
| Институт демократии и сотрудничества                                                 | Организация занимается созданием имиджа России; заявленная цель — «мониторинг» нарушений прав человека в США и Европе                                                    | МХГ      |
| Ассоциация родительских комитетов и сообществ                                        | Близкая к «Народному собору» организация; занимается борьбой с ЛГБТ-движением                                                                                            | МХГ      |
| «За права семьи»                                                                     | Ведёт борьбу с ЛГБТ-движением | МХГ      |
| Кафедра социологии семьи на социологическом факультете МГУ                           | Занимается маргинальными исследованиями, основанными на традиционных христианских взглядах на семью; сотрудничает с гомофобными христианскими организациями              | МХГ      |
| Российский институт стратегических исследований Институт динамического консерватизма | Распространяет и нагнетает антизападнические настроения в обществе | МХГ      |
| Центр консервативных исследований                                                    | Распространяет идеи традиционализма среди молодёжи и интеллектуалов; издаёт учебные пособия                                                                              | МХГ      |
| Институт русской цивилизации                                                         | Распространяет идеи национализма, антисемитизма и антизападничества | МХГ      |
| Общественный комитет по правам человека Портал «Государство и религия»               | Гомосексуализм воспринимают как безнравственность, из-за чего ведут борьбу с ЛГБТ-движением                                                                              | МХГ      |
| Русская православная церковь                                                         | Последовательно отстаивает фундаменталистский подход к правам ЛГБТ; выступает против деятельности ЛГБТ-организаций                                                       | МХГ      |
| Российский объединённый союз христиан веры евангельской                              | С 2004 года распространяет заявления о необходимости ограничения конституционных прав ЛГБТ; под эгидой этой организации существует фонд «За будущее без гомосексуализма» | МХГ СМИ  |
| Русский общенациональный союз                                                        | Националистическая организация, призывающая и принимающая участие в насильственных действиях против участников ЛГБТ-мероприятий                                          | СМИ      |

### Традиционные ценности
Россия с 2009 года выдвинула в Совет ООН по правам человека (СПЧ) три резолюции, направленные на продвижение «традиционных ценностей». Правозащитники считают, что государство использует концепцию традиционных ценностей с целью узаконить дискриминацию меньшинств, в том числе ЛГБТ, и нарушать их права. Консультативный комитет СПЧ отметил, что понятие традиционных ценностей является разнообразным и не закреплено в международных документах. Он же отметил обязанность государства приводить «традиционные ценности» в соответствии с нормами прав человека.

## Сводная таблица
| Декриминализация однополых отношений                     | Да, но есть нарушения     | 1993 год  |
| Депатологизация гомосексуальности                        | Да, но есть нарушения     | 1997 год  |
| Антидискриминационные законы                             | Нет                       |           |
| Брак для однополых пар                                   | Нет                       |           |
| Партнёрства для однополых пар                            | Нет                       |           |
| Право на усыновление детей однополыми семьями            | Нет                       |           |
| Право на усыновление ребёнка партнёра в однополых семьях | Нет                       |           |
| Право МСМ быть донорами крови                            | Да                        | 2008 год  |
| Права на жизнь и безопасность                            | Формально, не соблюдается | [ ком 1 ] |
| Право на достоинство личности                            | Формально, не соблюдается | [ ком 2 ] |
| Право на неприкосновенность частной жизни                | Формально, не соблюдается | [ ком 3 ] |
| Право на справедливое судебное разбирательство           | Формально, не соблюдается | [ ком 4 ] |
| Право на свободу выражения мнения                        | Нет                       | 2022 год  |
| Право на ассоциации и объединения                        | Нет                       | 2023 год  |
| Право на мирные собрания                                 | Нет                       |           |
| Право на медицинское обслуживание                        | Частично                  | [ ком 5 ] |
| Право на образование                                     | Да, но есть нарушения     |           |
| Право на труд                                            | Формально, не соблюдается | [ ком 6 ] |
| Право на изменение гендерного маркера в документах       | Нет                       | 2023 год  |